# U-Bahn-Linie U2 (Berlin)
| Strecke der U-Bahn-Linie U2 (Berlin) |                                            |                                            |                                            |
| Streckenlänge: | 20,7 km                                    |                                            |                                            |
| Spurweite: | 1435 mm (Normalspur)                       |                                            |                                            |
| Stromsystem: | obenbestrichene Seitenstromschiene 750 V = |                                            |                                            |
| |                                            |                                            |                                            |
| \| \| 10,5 \| Kehranlage Pankow \| Kehranlage Pankow \| \| \| 10,2 \| Pankow (PA) \| Pankow (PA) \| \| \| 9,3 \| Vinetastraße (VIN) \| Vinetastraße (VIN) \| \| \| 9,1 \| \| \| \| \| \| \| \| \| \| 8,2 \| Schönhauser Allee (Sh) \| Schönhauser Allee (Sh) \| \| \| \| \| \| \| \| 7,4 \| Eberswalder Straße (EB) \| Eberswalder Straße (EB) \| \| \| 7,0 \| \| \| \| \| 6,3 \| Senefelderplatz (Sz) \| Senefelderplatz (Sz) \| \| \| 5,7 \| Rosa-Luxemburg-Platz (Lu) \| Rosa-Luxemburg-Platz (Lu) \| \| \| \| \| \| \| \| 4,9 \| Alexanderplatz (A) \| Alexanderplatz (A) \| \| \| \| \| \| \| \| \| zu den Strecken D und E (s. Klostertunnel) \| \| \| \| 4,3 \| Klosterstraße (Ko) \| Klosterstraße (Ko) \| \| \| 3,7 \| Märkisches Museum (Mk) \| Märkisches Museum (Mk) \| \| \| 3,2 \| Spittelmarkt (Sp) \| Spittelmarkt (Sp) \| \| \| 2,6 \| Hausvogteiplatz (Hv) \| Hausvogteiplatz (Hv) \| \| \| 2,2 \| Stadtmitte (Mi) \| Stadtmitte (Mi) \| \| \| 1,8 \| Mohrenstraße (MH) \| Mohrenstraße (MH) \| \| \| 1,2 \| Potsdamer Platz (Pd) \| Potsdamer Platz (Pd) \| \| \| 0,9 \| \| \| \| \| 0,6 \| Mendelssohn-Bartholdy-Park (MB) \| Mendelssohn-Bartholdy-Park (MB) \| \| \| \| ehemals zur Strecke B \| \| \| \| 0,1 \| Gleisdreieck (Gu) \| Gleisdreieck (Gu) \| \| \| 0,03,1 \| ehemals zur Strecke B \| ehemals zur Strecke B \| \| \| 2,3 \| Bülowstraße (BS) \| Bülowstraße (BS) \| \| \| 1,7 \| Nollendorfplatz (No) \| Nollendorfplatz (No) \| \| \| 1,4 \| \| \| \| \| \| zu den Strecken AII und BII \| \| \| \| 0,9 \| Wittenbergplatz (Wt) \| Wittenbergplatz (Wt) \| \| \| \| zu den Strecken AII und BII \| \| \| \| \| \| \| \| \| 0,0 \| Zoologischer Garten (Zo) \| Zoologischer Garten (Zo) \| \| \| \| \| \| \| \| 0,9 \| Ernst-Reuter-Platz (RP) \| Ernst-Reuter-Platz (RP) \| \| \| 1,8 \| Deutsche Oper (Obi) \| Deutsche Oper (Obi) \| \| \| \| zur Strecke H \| \| \| \| 2,1 \| Bismarckstraße (Bmo) \| Bismarckstraße (Bmo) \| \| \| 2,8 \| Sophie-Charlotte-Platz (So) \| Sophie-Charlotte-Platz (So) \| \| \| \| \| \| \| \| 3,6 \| Kaiserdamm (Kd) (S-Bahnhof Messe Nord/ZOB) \| Kaiserdamm (Kd) (S-Bahnhof Messe Nord/ZOB) \| \| \| \| \| \| \| \| 4,4 \| Theodor-Heuss-Platz (Th) \| Theodor-Heuss-Platz (Th) \| \| \| 5,5 \| Neu-Westend (Nd) \| Neu-Westend (Nd) \| \| \| 5,9 \| \| \| \| \| 6,1 \| Olympia-Stadion (Sd) \| Olympia-Stadion (Sd) \| \| \| \| zum Bw Grunewald \| \| \| \| 7,4 \| Ruhleben (Rl) \| Ruhleben (Rl) \| |                                            |                                            |                                            |
| | 10,5                                       | Kehranlage Pankow                          | Kehranlage Pankow                          |
| U-Bahn-Bahnhof (im Tunnel) | 10,2                                       | Pankow (PA)                                | Pankow (PA)                                |
| U-Bahn-Haltepunkt / Haltestelle (im Tunnel) | 9,3                                        | Vinetastraße (VIN)                         | Vinetastraße (VIN)                         |
| U-Bahn-Tunnelende | 9,1                                        |                                            |                                            |
| |                                            |                                            |                                            |
| U-Bahn-Haltepunkt / Haltestelle | 8,2                                        | Schönhauser Allee (Sh)                     | Schönhauser Allee (Sh)                     |
| |                                            |                                            |                                            |
| U-Bahn-Haltepunkt / Haltestelle | 7,4                                        | Eberswalder Straße (EB)                    | Eberswalder Straße (EB)                    |
| U-Bahn-Tunnelanfang | 7,0                                        |                                            |                                            |
| U-Bahn-Haltepunkt / Haltestelle (im Tunnel) | 6,3                                        | Senefelderplatz (Sz)                       | Senefelderplatz (Sz)                       |
| U-Bahn-Bahnhof (im Tunnel) | 5,7                                        | Rosa-Luxemburg-Platz (Lu)                  | Rosa-Luxemburg-Platz (Lu)                  |
| |                                            |                                            |                                            |
| U-Bahn-Bahnhof (im Tunnel) | 4,9                                        | Alexanderplatz (A)                         | Alexanderplatz (A)                         |
| |                                            |                                            |                                            |
| U-Bahn-Abzweig geradeaus und von links (im Tunnel) |                                            | zu den Strecken D und E (s. Klostertunnel) | zu den Strecken D und E (s. Klostertunnel) |
| U-Bahn-Haltepunkt / Haltestelle (im Tunnel) | 4,3                                        | Klosterstraße (Ko)                         | Klosterstraße (Ko)                         |
| U-Bahn-Haltepunkt / Haltestelle (im Tunnel) | 3,7                                        | Märkisches Museum (Mk)                     | Märkisches Museum (Mk)                     |
| U-Bahn-Bahnhof (im Tunnel) | 3,2                                        | Spittelmarkt (Sp)                          | Spittelmarkt (Sp)                          |
| U-Bahn-Haltepunkt / Haltestelle (im Tunnel) | 2,6                                        | Hausvogteiplatz (Hv)                       | Hausvogteiplatz (Hv)                       |
| U-Bahn-Haltepunkt / Haltestelle (im Tunnel) | 2,2                                        | Stadtmitte (Mi)                            | Stadtmitte (Mi)                            |
| U-Bahn-Haltepunkt / Haltestelle (im Tunnel) | 1,8                                        | Mohrenstraße (MH)                          | Mohrenstraße (MH)                          |
| U-Bahn-Bahnhof (im Tunnel) | 1,2                                        | Potsdamer Platz (Pd)                       | Potsdamer Platz (Pd)                       |
| U-Bahn-Tunnelende | 0,9                                        |                                            |                                            |
| U-Bahn-Haltepunkt / Haltestelle | 0,6                                        | Mendelssohn-Bartholdy-Park (MB)            | Mendelssohn-Bartholdy-Park (MB)            |
| U-Bahn-Abzweig geradeaus und ehemals nach links |                                            | ehemals zur Strecke B                      | ehemals zur Strecke B                      |
| U-Bahn-Turmhaltepunkt geradeaus unten | 0,1                                        | Gleisdreieck (Gu)                          | Gleisdreieck (Gu)                          |
| U-Bahn-Abzweig geradeaus und ehemals von links | 0,03,1                                     | ehemals zur Strecke B                      | ehemals zur Strecke B                      |
| U-Bahn-Haltepunkt / Haltestelle | 2,3                                        | Bülowstraße (BS)                           | Bülowstraße (BS)                           |
| U-Bahn-Haltepunkt / Haltestelle | 1,7                                        | Nollendorfplatz (No)                       | Nollendorfplatz (No)                       |
| U-Bahn-Tunnelanfang | 1,4                                        |                                            |                                            |
| U-Bahn-Abzweig geradeaus und nach links (im Tunnel) |                                            | zu den Strecken AII und BII                | zu den Strecken AII und BII                |
| U-Bahn-Haltepunkt / Haltestelle (im Tunnel) | 0,9                                        | Wittenbergplatz (Wt)                       | Wittenbergplatz (Wt)                       |
| U-Bahn-Abzweig geradeaus und nach rechts (im Tunnel) |                                            | zu den Strecken AII und BII                | zu den Strecken AII und BII                |
| |                                            |                                            |                                            |
| U-Bahn-Bahnhof (im Tunnel) | 0,0                                        | Zoologischer Garten (Zo)                   | Zoologischer Garten (Zo)                   |
| |                                            |                                            |                                            |
| U-Bahn-Haltepunkt / Haltestelle (im Tunnel) | 0,9                                        | Ernst-Reuter-Platz (RP)                    | Ernst-Reuter-Platz (RP)                    |
| U-Bahn-Bahnhof (im Tunnel) | 1,8                                        | Deutsche Oper (Obi)                        | Deutsche Oper (Obi)                        |
| U-Bahn-Abzweig geradeaus und nach rechts (im Tunnel) |                                            | zur Strecke H                              | zur Strecke H                              |
| U-Bahn-Haltepunkt / Haltestelle (im Tunnel) | 2,1                                        | Bismarckstraße (Bmo)                       | Bismarckstraße (Bmo)                       |
| U-Bahn-Haltepunkt / Haltestelle (im Tunnel) | 2,8                                        | Sophie-Charlotte-Platz (So)                | Sophie-Charlotte-Platz (So)                |
| |                                            |                                            |                                            |
| U-Bahn-Haltepunkt / Haltestelle (im Tunnel) | 3,6                                        | Kaiserdamm (Kd) (S-Bahnhof Messe Nord/ZOB) | Kaiserdamm (Kd) (S-Bahnhof Messe Nord/ZOB) |
| |                                            |                                            |                                            |
| U-Bahn-Bahnhof (im Tunnel) | 4,4                                        | Theodor-Heuss-Platz (Th)                   | Theodor-Heuss-Platz (Th)                   |
| U-Bahn-Haltepunkt / Haltestelle (im Tunnel) | 5,5                                        | Neu-Westend (Nd)                           | Neu-Westend (Nd)                           |
| U-Bahn-Tunnelende | 5,9                                        |                                            |                                            |
| U-Bahn-Bahnhof | 6,1                                        | Olympia-Stadion (Sd)                       | Olympia-Stadion (Sd)                       |
| U-Bahn-Abzweig geradeaus und nach rechts |                                            | zum Bw Grunewald                           | zum Bw Grunewald                           |
| U-Bahn-Kopfbahnhof Streckenende | 7,4                                        | Ruhleben (Rl)                              | Ruhleben (Rl)                              |

Die Linie U2 der U-Bahn Berlin hat 29 Stationen und ist 20,7 km lang. Sie beginnt im nordöstlich gelegenen Ortsteil Pankow, führt durch das östliche Zentrum mit dem Alexanderplatz, durch den alten Stadtkern über den Potsdamer Platz zum westlichen Zentrum (Wittenbergplatz, Bahnhof Zoo) und über das Olympiastadion zur Endstation Ruhleben. Wie die Linien U1, U3 und U4 gehört sie zum vor 1914 eröffneten Teilnetz der Berliner U-Bahn, das wegen der schmaleren Fahrzeuge und Tunnel als „Kleinprofil-Netz“ bezeichnet wird.

## Linienfarbe und Bezeichnungen

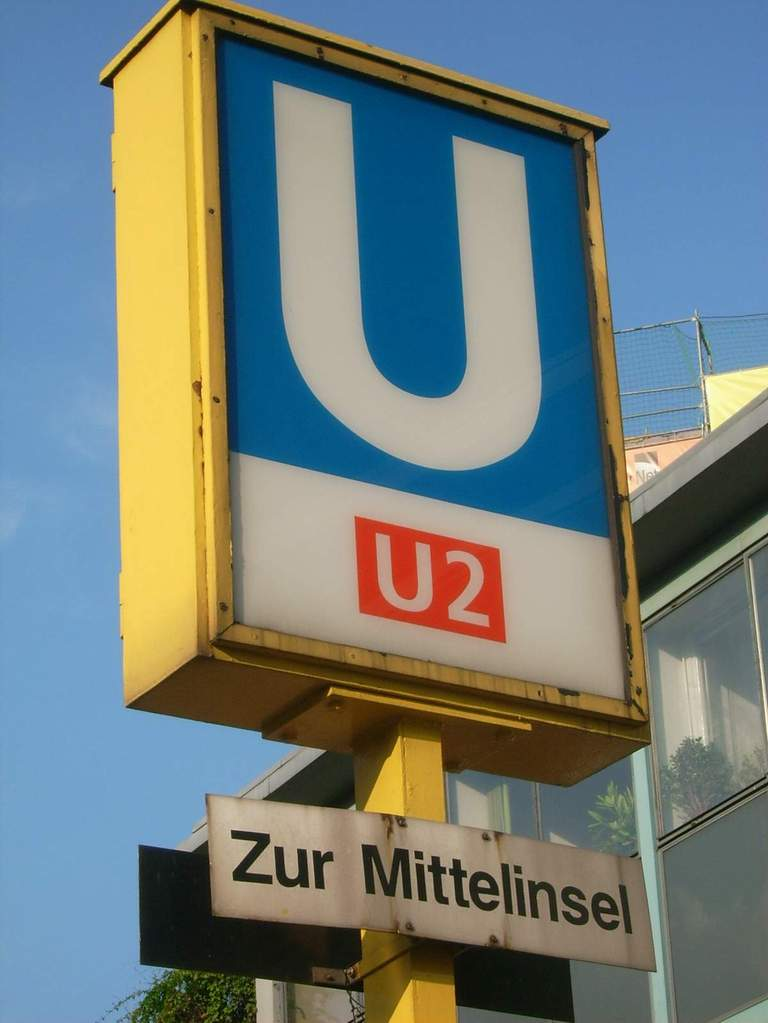
U-Bahn-Schild mit Linienkennzeichen der U2 am Ernst-Reuter-Platz

Seit der Einführung der schematischen Liniennetzpläne bei der Berliner U-Bahn trugen zumindest Teile der heutigen Linie U2 stets die Farbe Rot. Als nach dem Ersten Weltkrieg Buchstaben als Linienbezeichnung eingeführt wurden, erhielt das Kleinprofilnetz die Buchstaben ‚A‘ und ‚B‘. Die Innenstadtstrecke, wichtiger als die ältere Strecke durch Kreuzberg, wurde dabei die Linie A, ebenso die beiden westlichen Äste nach Charlottenburg und Dahlem (die heutigen Linien U2 und U3). Die Strecken vom Kurfürstendamm und Schöneberg durch Kreuzberg zur Warschauer Brücke (heute: U1 und U4) erhielten den Buchstaben ‚B‘ und die Kennfarbe Grün. Zur Unterscheidung der Verzweigungen im westlichen Streckenteil wurden die Buchstaben durch römische Zahlen ergänzt, die Charlottenburger Strecke wurde damit die Linie AI.
Ab 1966 wurde die Bezeichnung der von den Berliner Verkehrsbetrieben (BVG-West/BVG) befahrenen Linien in West-Berlin auf arabische Zahlen umgestellt. Jede Linie sollte unabhängig und ohne Verzweigungen betrieben werden. Die („grüne“) Linie 1 fuhr nunmehr von Ruhleben durch Charlottenburg nach Kreuzberg, die bisherige AII wurde zur („roten“) Linie 2 (Krumme Lanke – Gleisdreieck, ab 1972 nur noch bis Wittenbergplatz). Der abgetrennte östliche Linienteil, seit 1949 von der BVG-Ost/BVB befahren, behielt unverändert das ‚A‘ als Linienbezeichnung, ebenso die rote Kennfarbe.
Am 9. Januar 1984 übernahm die BVG zusätzlich die bisher von der Deutschen Reichsbahn verwalteten S-Bahn-Linien in West-Berlin. Die Kennzeichnung der von der BVG befahrenen U-Bahn-Strecken änderte sich wegen der nun parallel zu betreibenden U- und S-Bahn erneut. Zur besseren Unterscheidung der beiden Traktionen wurde der jeweiligen seit 1966 weiterhin gültigen arabischen Zahl als Liniennummer einheitlich der Buchstabe ‚U‘ vorangestellt. Entsprechend dem Vorbild von Nahverkehrsnetzen, wie in München, hießen sie dann U1 bis U9 und äquivalent dazu die übernommenen S-Bahn-Strecken mit vorangestelltem ‚S‘ und der Liniennummer.
Mit dem Zusammenwachsen Berlins im Rahmen der deutschen Wiedervereinigung sowie der Wiederinbetriebnahme des Teilstücks Wittenbergplatz–Mohrenstraße (1993) entschied sich die BVG, die westlichen Äste der am Wittenbergplatz zusammentreffenden Linien U1 und U2 zu tauschen. Die wiedervereinigte ehemalige Linie AI fährt seitdem unter der neuen Bezeichnung U2, allerdings wie früher durch die beiden vormals getrennten Teile der Stadt mit traditionell roter Linienkennfarbe.

## Verlauf

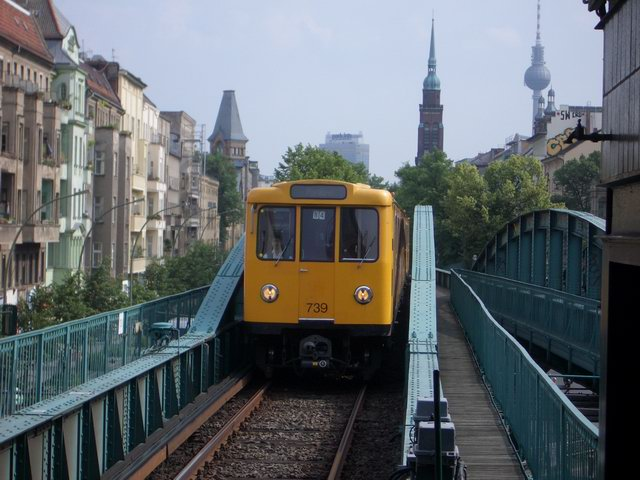
Hochbahn in der Schönhauser Allee

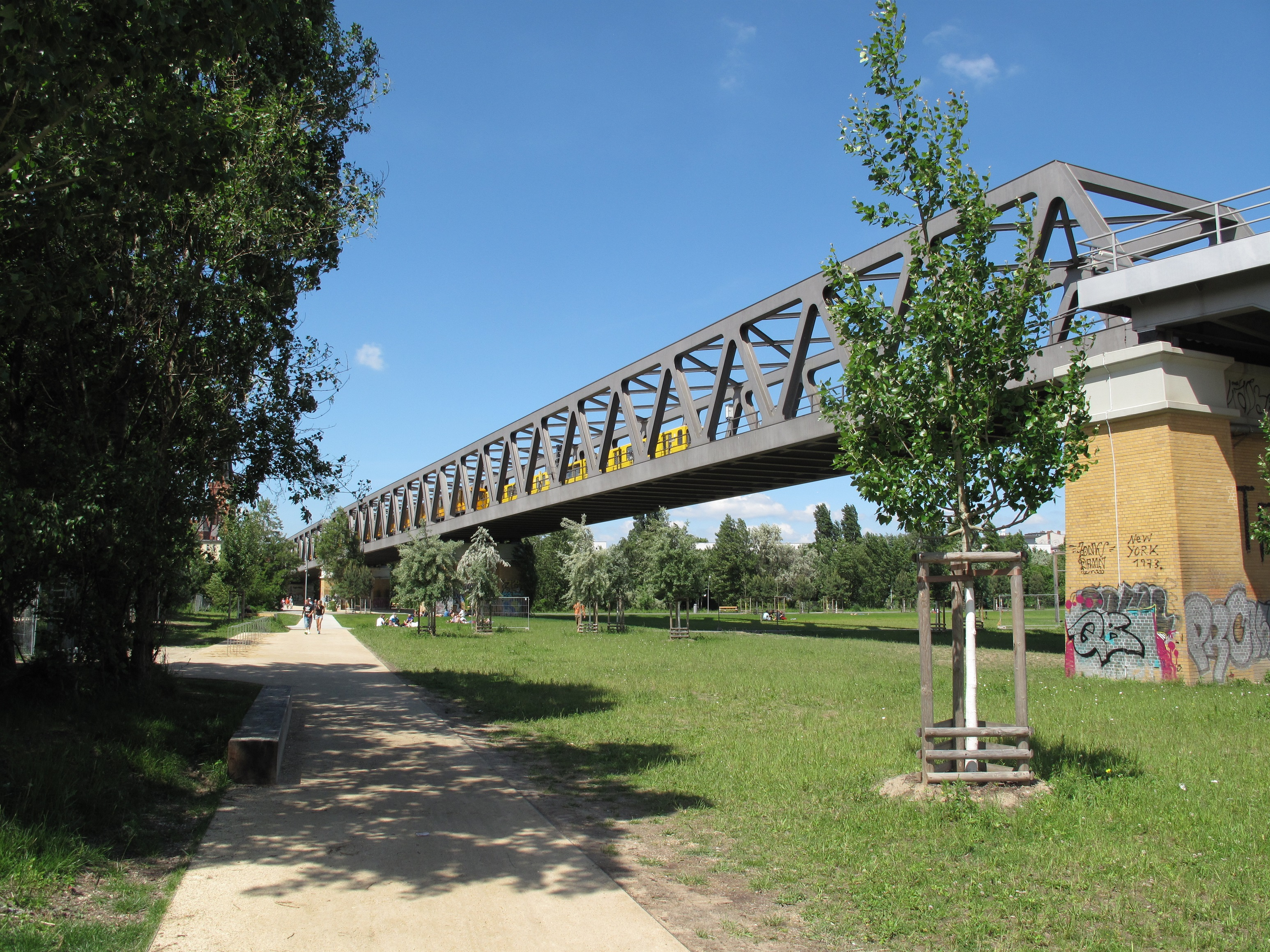
Der südlichste Streckenpunkt im Park am Gleisdreieck

Die U-Bahn-Linie U2 beginnt im Westen Berlins am Bahnhof Ruhleben und verläuft über einen Damm zwischen der Rominter Allee und dem Hamburger Stadtbahnanschluss, bis sie kurz vor der Kurve zur Olympischen Straße in einem Tunnel verschwindet und der genannten Straße weiterhin folgt. Anschließend schwenkt die U2 auf die Reichsstraße bis zum Theodor-Heuss-Platz, wo sie in einer Kurve zum Kaiserdamm verläuft. Unter dem Kaiserdamm, der später zur Bismarckstraße wird, führt die U-Bahn immer geradeaus bis zum Ernst-Reuter-Platz. Hier wiederum schwenkt sie nach Südosten auf den Verlauf der Hardenbergstraße in Richtung Bahnhof Zoologischer Garten. Im Tunnel umfährt sie in einem engen Bogen die Fundamente der Kaiser-Wilhelm-Gedächtniskirche und folgt danach der Tauentzienstraße, wo die Strecke nach dem Wittenbergplatz – östlich der Kreuzung Kleist- / Courbièrestraße – über eine Rampe in den Hochbahnabschnitt übergeht.
Die Hochbahn erreicht am U-Bahnhof Nollendorfplatz ihre volle Höhe. Unterirdisch befinden sich vier weitere U-Bahn-Gleise. Am Nollendorfplatz treffen sich alle vier Linien des Kleinprofil-Netzes. Die Hochbahn folgt in östlicher Richtung der darauf folgenden Bülowstraße. Danach macht die U2 über ein langes Viadukt einen Bogen über den südlichsten Punkt des Streckenverlaufs im Park am Gleisdreieck zum U-Bahnhof Gleisdreieck und verläuft dann geradewegs über den Landwehrkanal und geht zwischen den Stationen Mendelssohn-Bartholdy-Park und Potsdamer Platz wieder in eine Tunnelstrecke über.
Diese führt im weiteren Verlauf nicht, wie von der früheren Hochbahngesellschaft gewünscht, durch die Leipziger Straße, sondern kurvenreich durch die Mohrenstraße, die Markgrafenstraße und die Niederwallstraße zum Spreeufer am Spittelmarkt. Nach dem Passieren der Station Märkisches Museum unterquert die U2 in einem langen Tunnel die Spree und führt durch die Klosterstraße zum Bahnhof Alexanderplatz.
Hinter diesem macht die Strecke einen Schwenk zur Rosa-Luxemburg-Straße. Dieser folgt darauf die vergleichsweise geradlinig in nördliche Richtung verlaufende Schönhauser Allee. Eine Straße südlich der Station Eberswalder Straße wird die Tunnelstrecke wiederum in ein Viadukt überführt, in der Schönhauser Allee folgen zwei Hochbahnhöfe. Die Fortsetzung der Schönhauser Allee jenseits der früheren Stadtgrenze ist die Berliner Straße, wo die Hochbahnstrecke wieder in einen Tunnel übergeht und den Endbahnhof in Pankow erreicht.
Damit ist die U2 die einzige U-Bahn-Linie Berlins, von der aus in alle anderen Linien der U-Bahn sowie die wesentlichen S-Bahn-Strecken (Nord-Süd-Bahn, Stadtbahn, Ringbahn) umgestiegen werden kann.

## Geschichte

### Die Stammstrecke der U-Bahn

Die Stammstrecke

Die zunehmenden Verkehrsprobleme in der Millionenstadt Berlin führten Ende des 19. Jahrhunderts zur Suche nach neuen leistungsfähigen Verkehrsmitteln.
Insbesondere der Unternehmer Werner von Siemens bemühte sich um die Genehmigung zum Bau eines neuartigen Schnellbahnsystems. Siemens und andere Interessenten machten zahlreiche Vorschläge, wobei sowohl die vorgeschlagene Streckenführung (großes wirtschaftliches Interesse bestand an der noblen Friedrichstraße sowie an der wichtigen Einkaufsmeile Leipziger Straße) als auch die technischen Systeme recht verschieden ausfielen. So gab es Ideen für eine Hängebahn, wie sie später in Wuppertal gebaut wurde, eine tiefliegende Röhrenbahn wie in London oder eine Hochbahn nach amerikanischem Vorbild.
Der Bau von Hochbahnen durch die enge Friedrichstraße bzw. Leipziger Straße wurde nicht gestattet. Schließlich, nach vielen Jahren und Verhandlungen, setzte sich Siemens mit einer Hochbahntrasse von der Warschauer Brücke über Hallesches Tor und Bülowstraße durch. Die Widerstände gegen das in Berlin neuartige Verkehrsmittel erschienen bei dieser Streckenführung überwindbar, zudem versprach sie, die Stadtbahn zu einem inneren Ring zu ergänzen. Die private Firma Siemens & Halske führte als Bauherr auch alle Bauarbeiten aus. Der erste Spatenstich war am 10. September 1896 in der Gitschiner Straße. Die Bauarbeiten mussten schnell gehen, denn der bei der Konzessionsvergabe abgeschlossene Vertrag mit Berlin sah vor, dass die Strecke innerhalb von zwei Jahren fertig sein musste, sonst würde eine Strafe von 50.000 Mark drohen (kaufkraftbereinigt in heutiger Währung: rund 438.000 Euro).

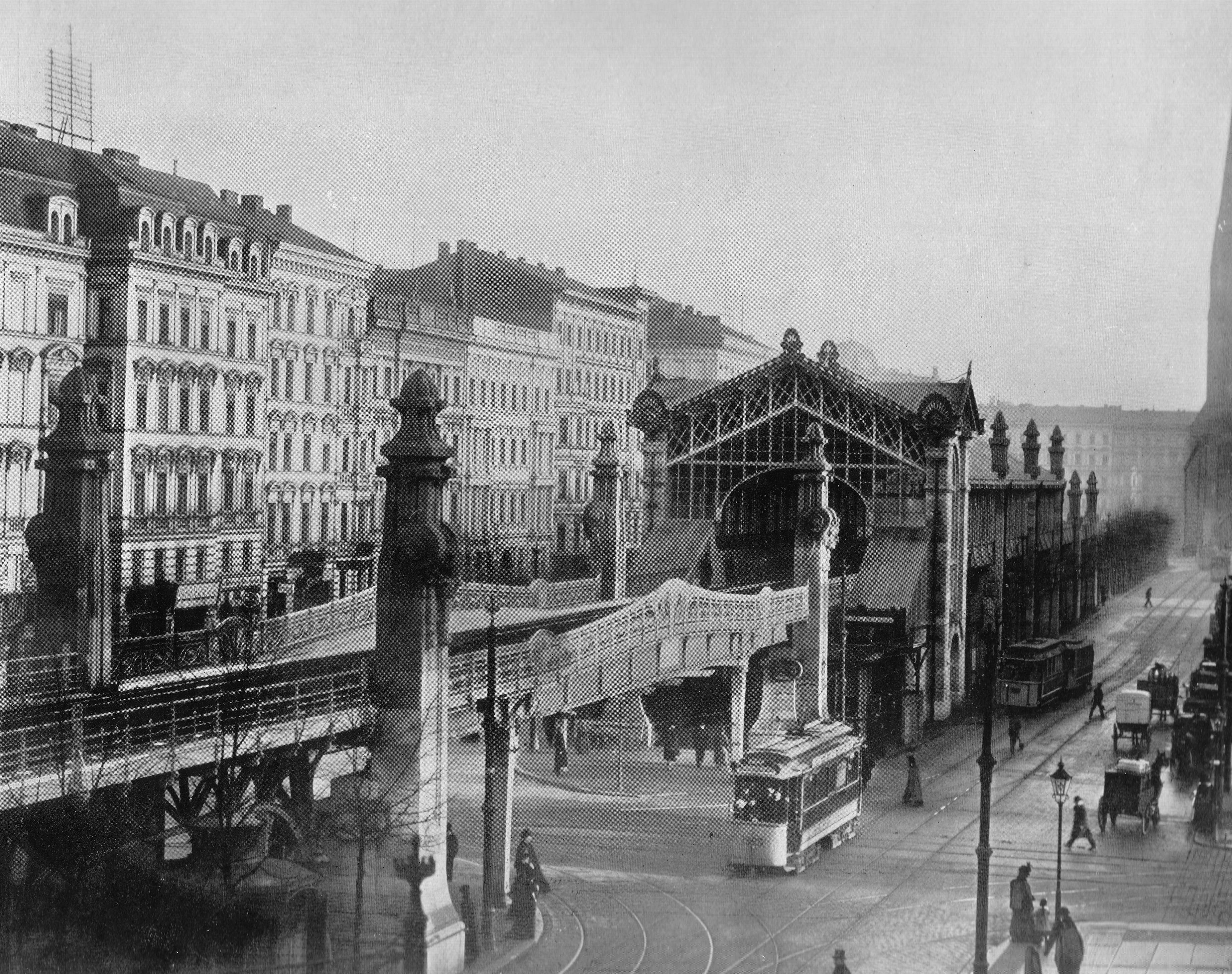
Der Hochbahnhof Bülowstraße im Jahr 1903

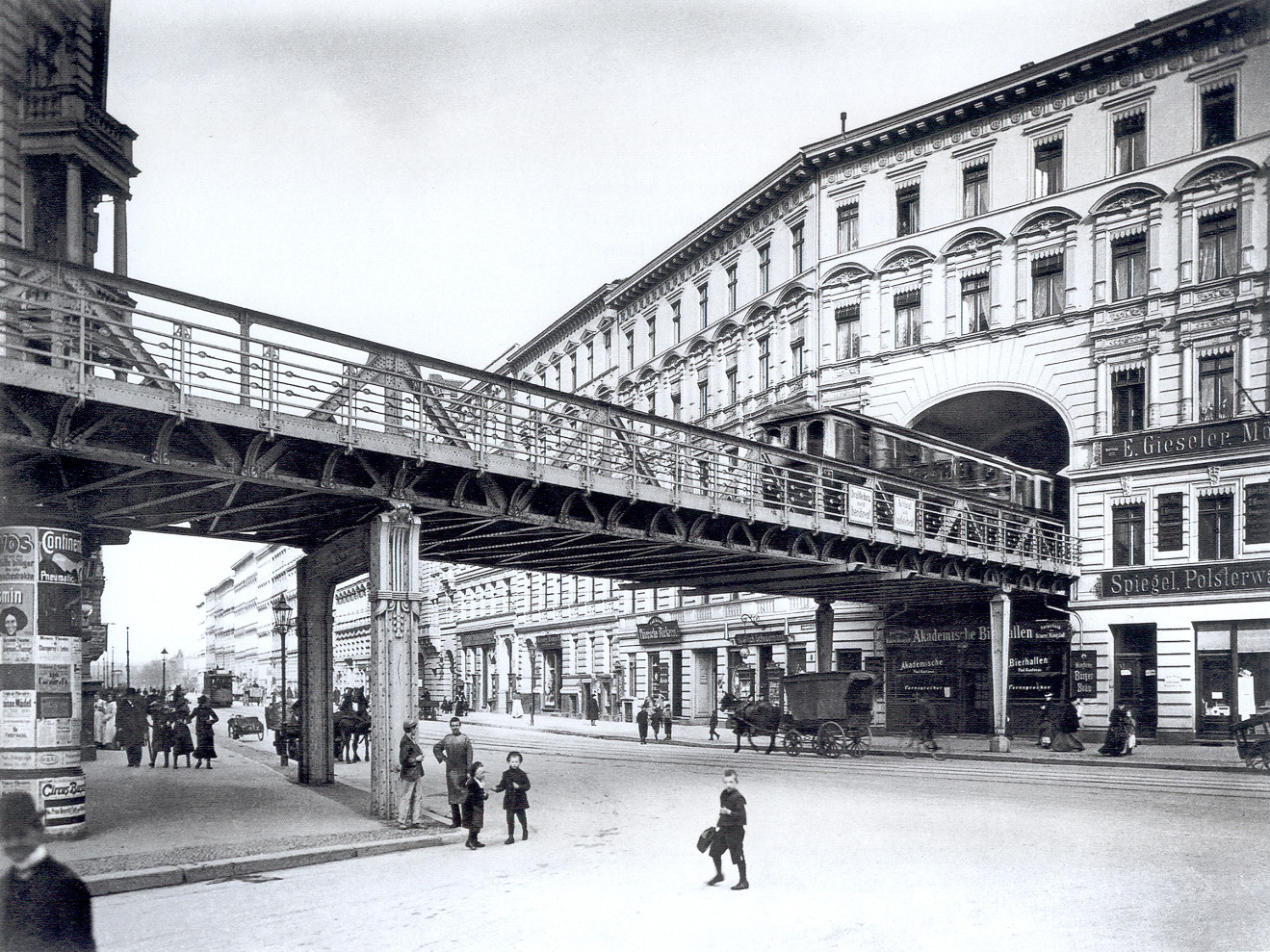
Hinter dem Bahnhof Bülowstraße führte die Linie in Richtung Gleisdreieck durch ein Mietshaus. Blick in die Dennewitzstraße; das Gebäude mit der Hausdurchfahrt wurde im November 1943 bei einem alliierten Luftangriff zerstört.

Nach zähen Verhandlungen mit der Stadt Charlottenburg wurde beschlossen, in der Tauentzienstraße keine Hochbahn, sondern eine Unterpflasterbahn zu bauen und die Strecke bis zum Knie (dem heutigen Ernst-Reuter-Platz) zu führen. Zu diesem Zeitpunkt gehörte der Bereich zwischen Nollendorfplatz und Wittenbergplatz noch zu Charlottenburg. So konnte die Vorgabe, die Strecke bis zum 1. Januar 1900 fertigzustellen, nicht eingehalten werden. Die gerade ausgewechselte Führungsspitze des Berliner Stadtbauamtes betrachtete das Thema U-Bahn mit deutlich größerem Wohlwollen. Da die U-Bahn offensichtlich keine Schäden an der damals neuen Kanalisation anrichtete, sollte eine unterirdische Abzweigung zum Potsdamer Platz entstehen. Damit war nun auch eine weitere Verlängerung ins damalige Berliner Stadtzentrum jederzeit möglich. Die staatliche Genehmigung für die Planungsänderungen ging in einem Nachtrag am 1. November 1900 an die Hochbahngesellschaft.
Das Gesamtprojekt der Hoch- und Untergrundbahn hatte jetzt eine Länge von 10,1 km. Der größte Teil der Trasse, ungefähr acht Kilometer, sollte auf Viadukten errichtet werden und elf Hochbahnhöfe verbinden. Dazu kamen noch zwei Kilometer Tunnelstrecke mit drei U-Bahnhöfen. Die damaligen Planer glaubten, dass keine 8-Wagen-Züge benötigt würden, und ließen die Bahnsteige mit 80 m Länge errichten. Dies reichte gerade für einen 6-Wagen-Zug.
Im ersten Jahr nach der Jahrhundertwende waren sechs Kilometer Strecke fertiggestellt. Nach rund fünfeinhalbjähriger Bauzeit war die Stammstrecke fertig. Am 15. Februar 1902 fand die sogenannte „Ministerfahrt“ auf der Strecke Potsdamer Platz – Zoologischer Garten – Stralauer Tor – Potsdamer Platz statt. Diese hieß so, weil viele Berliner Persönlichkeiten an der Eröffnungsfahrt teilnahmen, unter anderem auch der preußische Minister der öffentlichen Arbeiten, Karl von Thielen. Am 18. Februar 1902 wurde die erste Teilstrecke der Berliner U-Bahn offiziell eröffnet (Stralauer Tor – Potsdamer Platz). Bereits im März wurde die sogenannte „westliche Stammstrecke“ zum Zoologischen Garten eröffnet, die schon am 14. Dezember bis zum damaligen Knie verlängert werden konnte. Am 17. August wurde außerdem die Strecke zum Stralauer Tor um 380 m bis zur Warschauer Brücke verlängert. Es gab damals nur zwei Linien:
- Warschauer Brücke – Abzweig Potsdamer Platz – Zoologischer Garten
- Warschauer Brücke – direkt ohne Abzweig – Zoologischer Garten

Heute gehört der Großteil der Stammstrecke der U1 (Warschauer Straße – Möckernbrücke), der Abschnitt Gleisdreieck – Zoologischer Garten wird aktuell von der U2 befahren.

### Die Charlottenburger U-Bahn

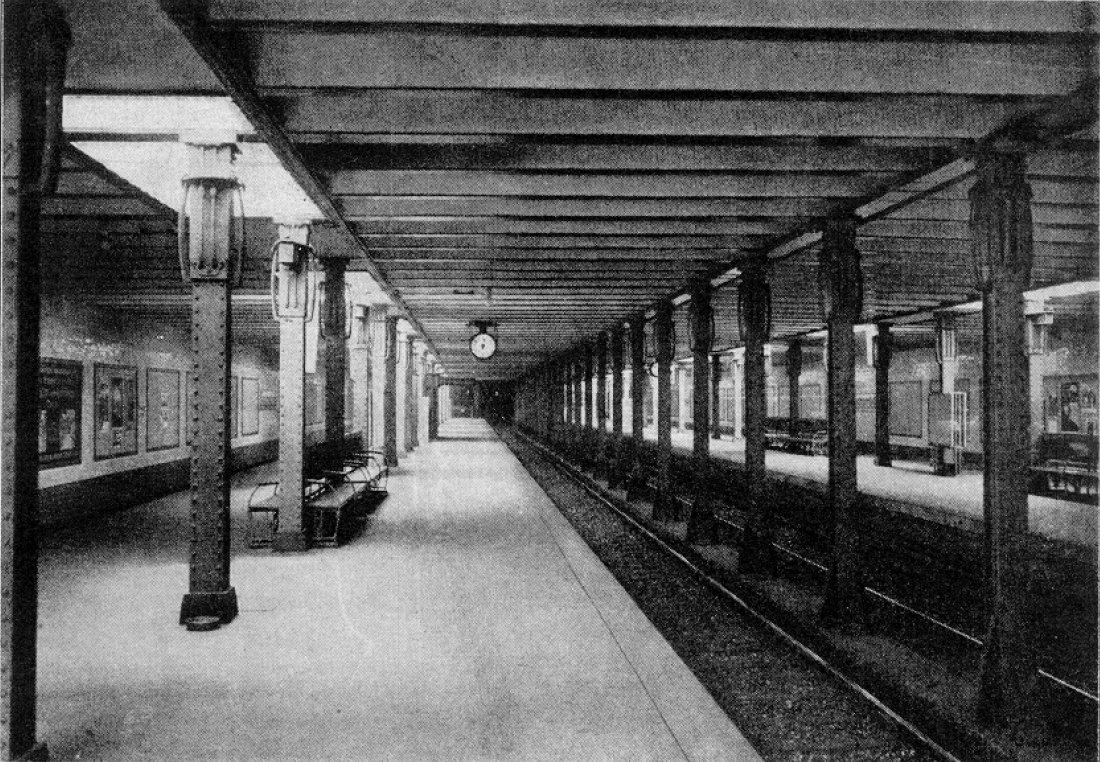
U-Bahnhof Deutsche Oper, früher: Bismarckstraße

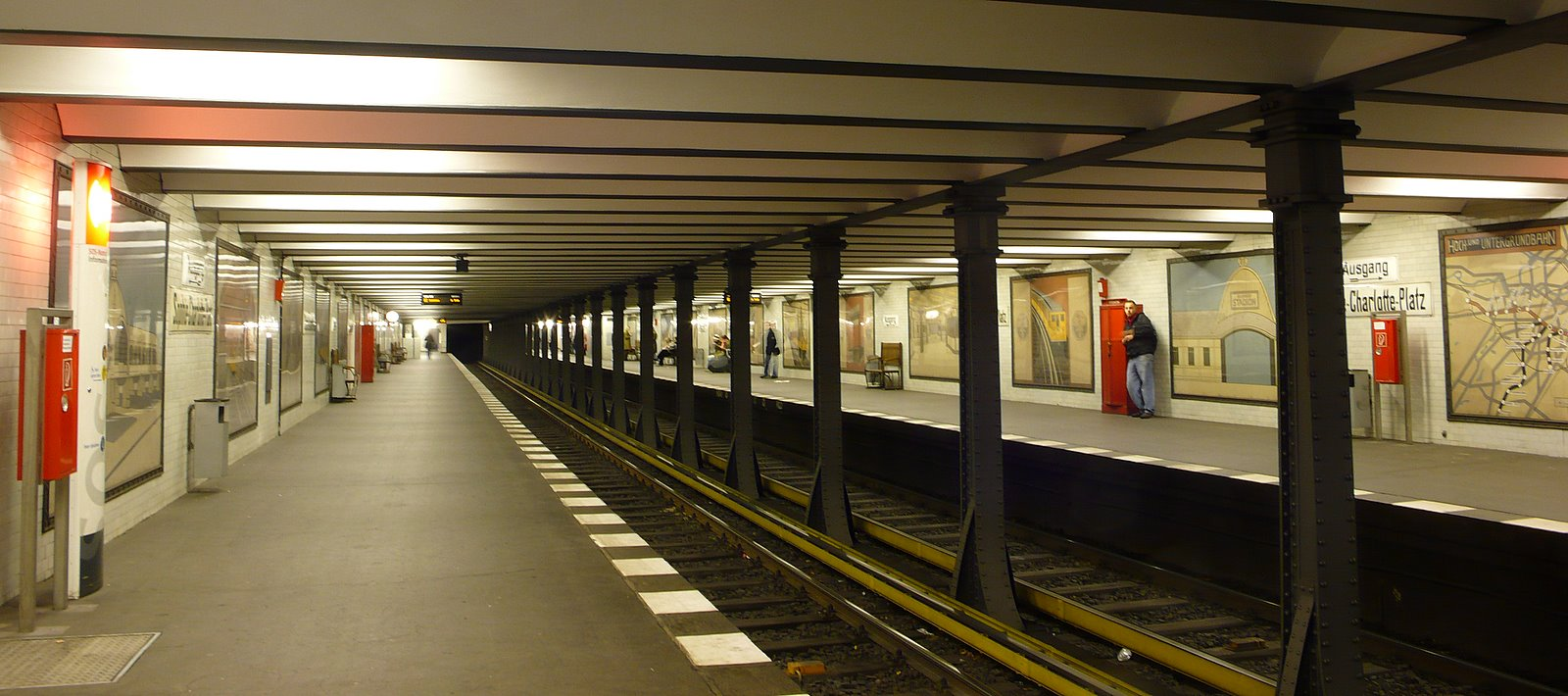
U-Bahnhof Sophie-Charlotte-Platz

Nach der Eröffnung der Stammstrecke entstanden weitere Pläne zur Verlängerung der drei Streckenäste, zum Knie, dem Potsdamer Platz und zur Warschauer Brücke. Am schnellsten waren die Verhandlungen mit der aufstrebenden Stadt Charlottenburg abgeschlossen, da es dort sehr viel unbebautes Gelände gab, das erschlossen werden konnte. Wichtigster Verhandlungspunkt war der Bau einer Strecke zum Rathaus Charlottenburg am Wilhelmplatz (seit 1934: Richard-Wagner-Platz). Hier hätte sich die Verlängerung entlang der Berliner Straße (heute: Otto-Suhr-Allee) angeboten, doch dort fuhr zu dieser Zeit die Berlin-Charlottenburger Straßenbahn und ein Parallelverkehr erschien nicht sinnvoll. Deshalb sollte diese Strecke unter der Bismarckstraße weiter in Richtung Westen und dann in einem Bogen zum Rathaus verlaufen. Unter dem Arbeitstitel Krumme Straße wurden zunächst die Bahnhöfe Bismarckstraße (heute: Deutsche Oper) und weiter der Endbahnhof Wilhelmplatz geplant. Die Eröffnung der Strecke zwischen Knie und Wilhelmplatz fand am 14. Mai 1906 statt. Beide U-Bahn-Linien fuhren nun bis Bismarckstraße, aber nur die Züge, die den Abzweig zum Potsdamer Platz befuhren, fuhren auch bis zum U-Bahnhof Wilhelmplatz.
Noch während diese Strecke in Bau war, einigten sich die Hochbahngesellschaft und die Stadt Charlottenburg auf eine Abzweigung Richtung Westend. Deshalb erfuhr der geplante Bahnhof Bismarckstraße eine Planungsänderung, denn hier sollte die Strecke nach Westend abzweigen. Daher entstand hier der erste viergleisige U-Bahnhof Deutschlands, dessen innere Gleise zum Wilhelmplatz, die äußeren nach Westend führten.
Da das westliche Charlottenburger Gebiet noch völlig unbebaut war, konnte die Westend-Strecke in ihren Anfangsjahren noch keine Gewinne erwirtschaften. Deshalb verhandelte die Hochbahngesellschaft nun mit der Stadt Charlottenburg und den anderen Grundstücksbesitzern um einen Ausgleich des Streckendefizits. Dieser Vertrag wurde am 23. Juni 1906 abgeschlossen. Für die Strecke Richtung Westen sollten folgende Bahnhöfe gebaut werden:
- Bismarckstraße (heute: Deutsche Oper),
- Sophie-Charlotte-Platz,
- Kaiserdamm,
- Reichskanzlerplatz (heute: Theodor-Heuss-Platz, vorläufiger Endpunkt).

Am 16. März 1908 befuhr Kaiser Wilhelm II., in Anlehnung an die „Ministerfahrt“, erstmals diese Strecke. Offiziell wurde sie am 29. März 1908 eingeweiht. Die zwei vorhandenen Linien fuhren aber nicht weiter bis zum Reichskanzlerplatz, vielmehr wurde eine dritte Linie eröffnet, die nur zwischen Bismarckstraße und Reichskanzlerplatz verkehrte.

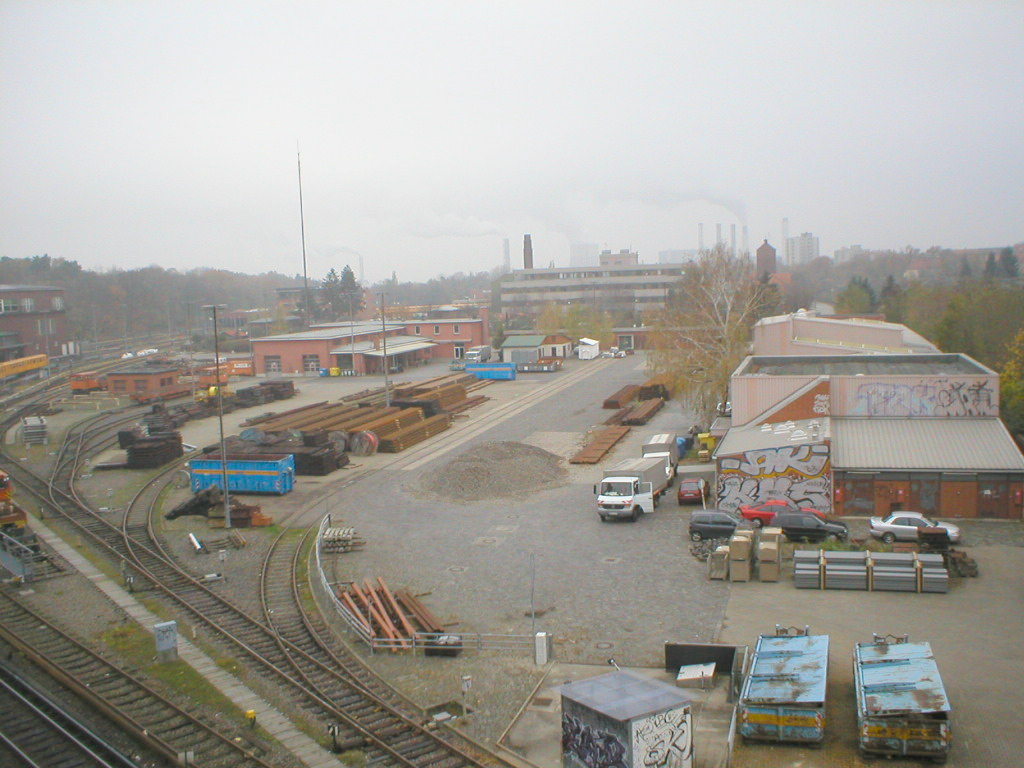
Teil der heutigen Hauptwerkstatt Grunewald in der Nähe des U-Bahnhofs Olympia-Stadion

Aufgrund der deutlich erweiterten Streckenlänge wurde auch eine neue Werkstatt benötigt, denn die bisherige Werkstatt in der Rudolfstraße (bzw. Warschauer Brücke) genügte nun nicht mehr. Deshalb suchte man ein passendes Gelände. Da die preußische Forstverwaltung einen Teil des Grunewalds gewinnbringend vermarkten wollte, trafen sich die Interessen beider Partner. So kaufte die Hochbahngesellschaft 14 Hektar Land, um dort die Betriebswerkstatt Grunewald zu errichten. Gleichzeitig verpflichtete sie sich, eine Streckenverlängerung zum Neubau des damaligen Deutschen Stadions (heute: Standort des Olympiastadions) zu errichten. Dafür bekam die Hochbahngesellschaft einen Zuschuss der Forstverwaltung von 200.000 Mark (kaufkraftbereinigt in heutiger Währung: rund 1,41 Millionen Euro). Doch sollten hier vorerst nur Betriebs- und Gelegenheitsverkehr stattfinden, ein Linienverkehr war noch nicht vorgesehen. Gleichzeitig mit der Verlängerung erbaute man auf der Strecke die Station Neu-Westend im Rohbau mit, denn ein Verkehrsbedürfnis bestand damals noch nicht.
Am 8. Juni 1913 konnte zusammen mit dem neuen Stadion auch die Strecke zum U-Bahnhof Stadion (heute: Olympia-Stadion) und dem im Rohbau befindlichen Bahnhof Neu-Westend eröffnet werden. Die Betriebswerkstatt Grunewald wurde bereits im Januar 1913 vollendet.

### Die „Centrumslinie“
Nachdem die sogenannte „Stammstrecke“ bis zum damaligen Wilhelmplatz (heute: Richard-Wagner-Platz) in Charlottenburg verlängert worden war, plante die Hochbahngesellschaft, auch das Stadtzentrum Berlins an die neue U-Bahn anzubinden. Die Stadt Berlin untersagte dies jedoch erst, da sie angesichts des Erfolgs der ersten Strecke eigene Pläne für den Bau von Untergrundbahnen machte. Doch der höchste Entscheidungsträger, der Berliner Polizeipräsident, griff ein und stimmte den Plänen zu.

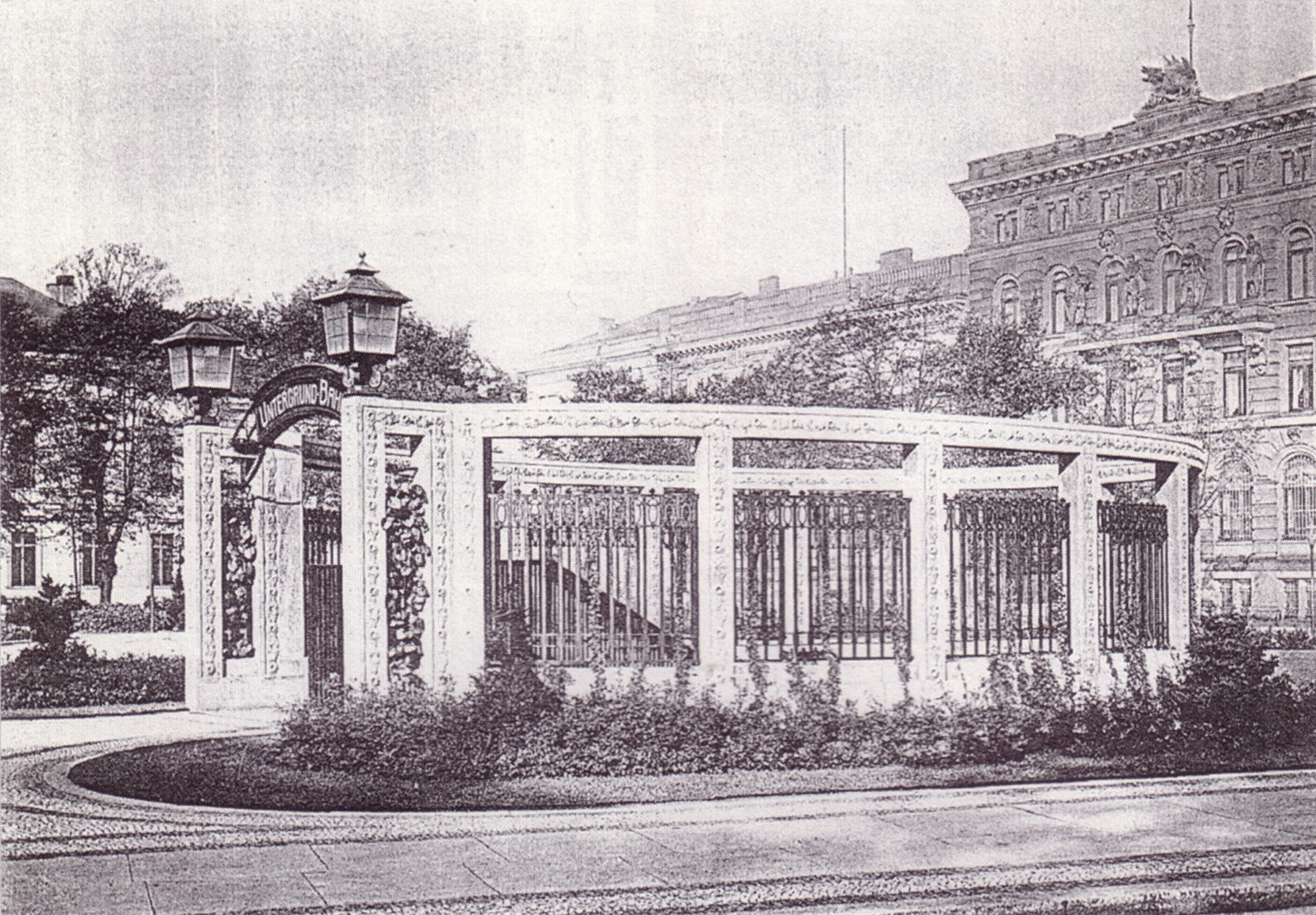
Die am Hotel Kaiserhof gelegene gleichnamige U-Bahn-Station (heute: Mohrenstraße) erhielt einen der noblen Umgebung entsprechend gestalteten Eingang

Die Hochbahngesellschaft plante, die neue Strecke geradlinig unter der Leipziger Straße vom Potsdamer Platz zum Spittelmarkt zu führen. Die „Große Berliner Straßenbahn“, deren Strecke durch diese Straße verlief, verhinderte durch die Androhung von Schadensersatzforderungen, gemeinsam mit der Stadt Berlin, die Realisierung dieser Pläne.

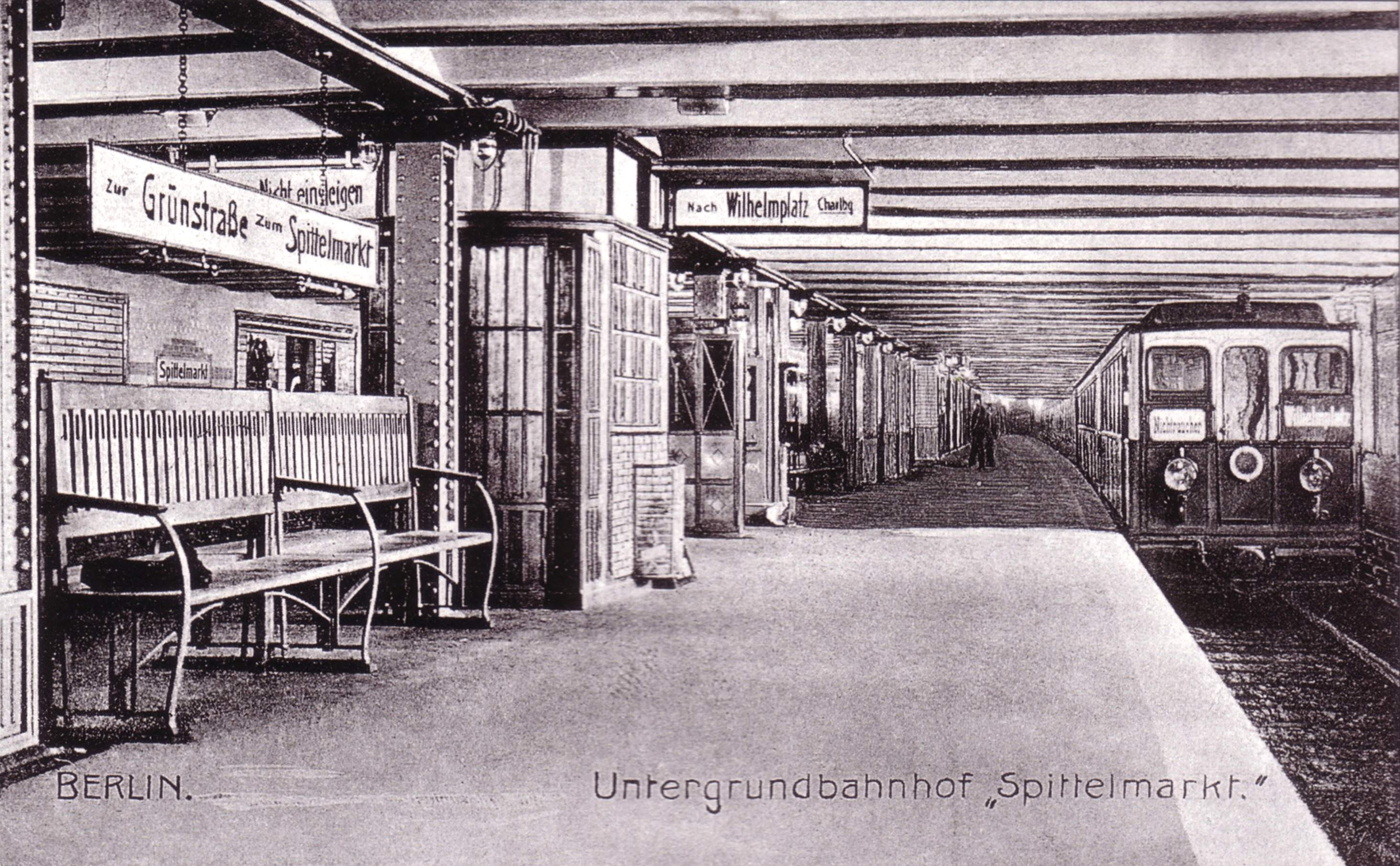
Eine Fenstergalerie im U-Bahnhof Spittelmarkt sorgt für Tageslicht

Die Verhandlungspartner einigten sich schließlich auf die langfristige Streckenführung über den Spittelmarkt, Alexanderplatz und die Schönhauser Allee zum Bahnhof Nordring. Die Pläne sahen zunächst die Bahnhöfe Kaiserhof (heute: Mohrenstraße), Friedrichstraße (heute: Stadtmitte), Hausvogteiplatz und Spittelmarkt vor. Später sollte die Linie über folgende Bahnhöfe weiter verlaufen: Inselbrücke (heute: Märkisches Museum), Klosterstraße, Alexanderplatz, Schönhauser Tor (heute: Rosa-Luxemburg-Platz), Senefelderplatz, Danziger Straße (heute: Eberswalder Straße als Hochbahnhof) und Nordring (heute: Schönhauser Allee als Hochbahnhof).
Da der Streckenabschnitt am Spittelmarkt durch die erforderliche Unterfahrung der Spree sehr aufwendig und kostenintensiv werden sollte, sahen die Pläne als Kompensation eine (preiswertere) Hochbahntrasse in der Schönhauser Allee vor. Die Bauarbeiten begannen am 15. Dezember 1905. Um eine Weiterführung zu ermöglichen, wurde der damals mit Seitenbahnsteigen versehene Bahnhof Potsdamer Platz abgerissen. Am 28. September 1907 wurde der 200 Meter entfernte neue Bahnhof Leipziger Platz (heute: Potsdamer Platz) eröffnet.
Hinter dem Spittelmarkt entstand im Jahr 1908 ein gleichnamiger Bahnhof. Dieser liegt unmittelbar an der Spree, sodass der Untergrund sehr morastig ist. Damit der Bahnhof nicht absackte, war eine Pfahlgründung notwendig. Zur Spree wurde eine Fenstergalerie errichtet. Diese wurde im Zweiten Weltkrieg geschlossen und erst im Jahr 2004 wieder eröffnet.
Am 1. Oktober 1908 wurde die „Spittelmarktlinie“ offiziell eröffnet. Es gab nun vier verschiedene Linien, zwei davon nutzten die Neubaustrecke:
- Warschauer Brücke – Potsdamer Platz – Spittelmarkt, und
- Wilhelmplatz (Charlottenburg) – Wittenbergplatz – Potsdamer Platz – Spittelmarkt.

### Die Schönhauser Allee bekommt eine Hochbahn

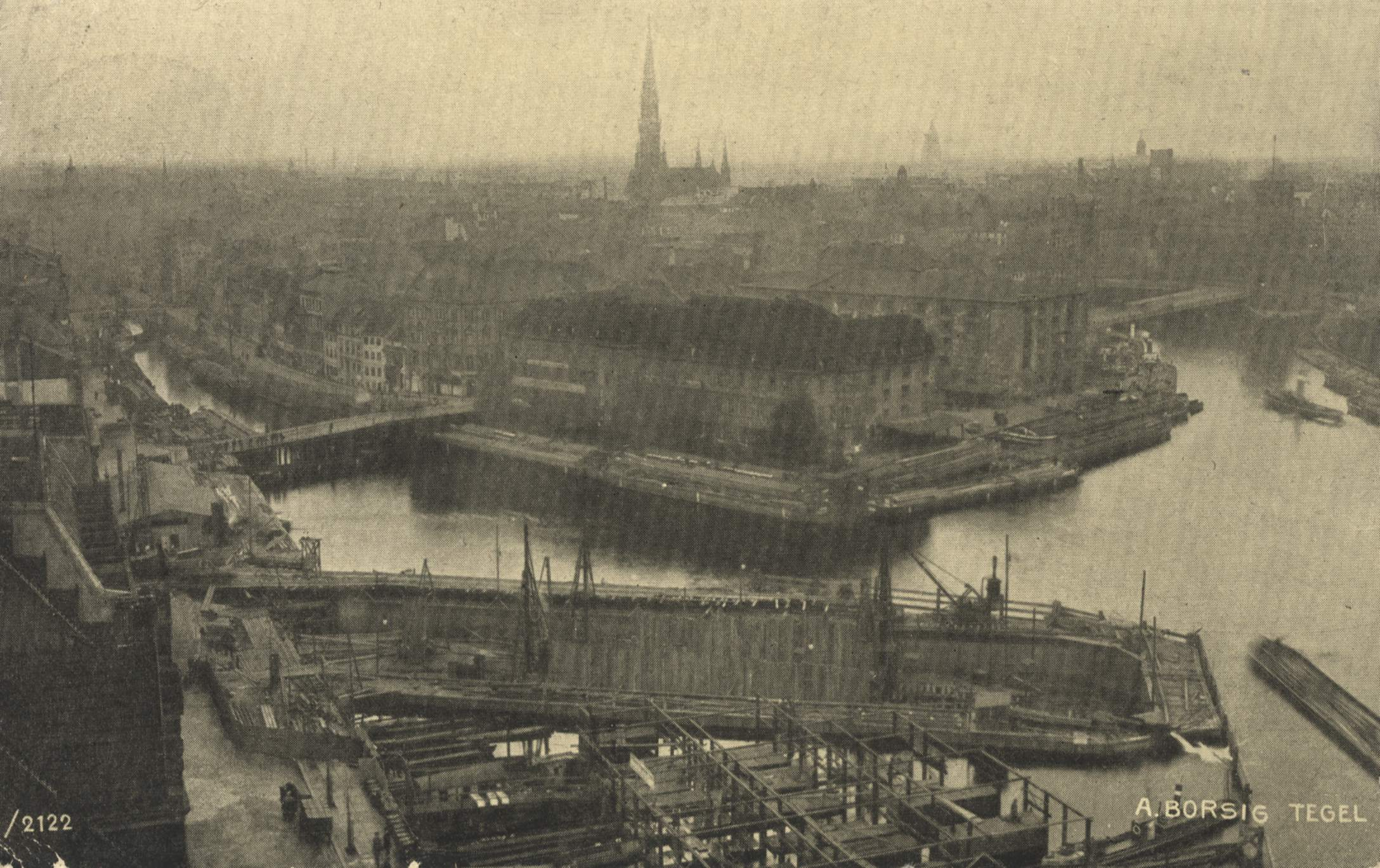
Baugrube im Flussbett der Spree (um 1910)

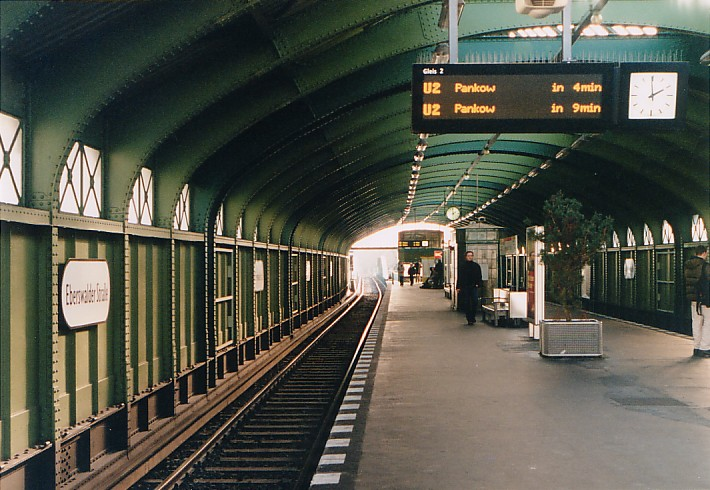
Heutiger Hochbahnhof Eberswalder Straße (früher Dimitroffstraße, davor Danziger Straße)

Im März 1910 begannen die Bauarbeiten zur Verlängerung der „Spittelmarktlinie“ (jetzt auch „Centrumslinie“ genannt) in Richtung Norden. Auch hier gab es einige Herausforderungen. Hinter dem Bahnhof Spittelmarkt verläuft die Strecke am Ufer der Spree entlang. Deshalb musste ein Gefälle errichtet werden, um das Flussbett zu unterqueren. Dort entstand in etwa sechseinhalb Meter Tiefe der Bahnhof Inselbrücke (heute: Märkisches Museum). Da die Station so tief lag, konnte ein in Berlin seltener Bogenbahnhof gebaut werden. Ein beeindruckend hohes Tonnengewölbe überdeckt den Bahnsteig; er ist neben Platz der Luftbrücke der einzige stützenfreie U-Bahnhof Berlins.
Hinter diesem Bahnhof unterquerte die Linie die Spree und schwenkte auf die Klosterstraße mit dem gleichnamigen Bahnhof ein. Da damals Pläne existierten, eine Zweiglinie unter der Frankfurter Allee zu bauen, ließ man in der Mitte des Bahnsteigs Platz für ein weiteres Gleis. Heute führt eine ähnliche Strecke vom Alexanderplatz aus zur Frankfurter Allee. Von der Klosterstraße ging es dann zum Alexanderplatz. Beim Bau dieses Bahnhofs wurde darauf geachtet, dass später Treppen zu anderen Linien eingefügt werden konnten. Die Eröffnung der „Centrumslinie“ zwischen Spittelmarkt und Alexanderplatz fand am 1. Juli 1913 statt. Die Linie zwischen Alexanderplatz und Wilhelmplatz wurde schnell zur meistbenutzten Linie.
Im weiteren Verlauf führte diese Strecke zur Schönhauser Allee. Dort entstand mit dem Bahnhof Schönhauser Tor (heute: Rosa-Luxemburg-Platz) der erste Bahnhof unter der heutigen Torstraße. Da die Schönhauser Allee breit genug war, gab es keine Probleme beim Tunnelbau.
Darauf folgte der Bahnhof Senefelderplatz. Hinter diesem steigt eine Rampe aus dem Tunnel hervor und führt zum damaligen Bahnhof Danziger Straße (heute: Eberswalder Straße). Dieser wurde, wie erwähnt, als Hochbahn ausgeführt, denn die Tunnelstrecke am Spittelmarkt war sehr kostenintensiv und auf der breiten Schönhauser Allee war der Bau der Hochbahn sehr günstig zu bewerkstelligen.
Hinter dem Bahnhof Danziger Straße folgte ein längerer Hochbahnviadukt zum damaligen Bahnhof Nordring (heute: Schönhauser Allee). Dort wurde die bereits vorhandene Ringbahn gekreuzt, doch nicht unterirdisch, sondern auf noch höherer Ebene. Die heutige S-Bahn verläuft dort im Einschnitt. Damit war der damalige Endpunkt der Strecke erreicht. Die Erweiterung vom Alexanderplatz zum Nordring wurde schon dreieinhalb Wochen nach Eröffnung der Strecke zum Alexanderplatz, am 27. Juli 1913, eröffnet.

### Das neue Gleisdreieck

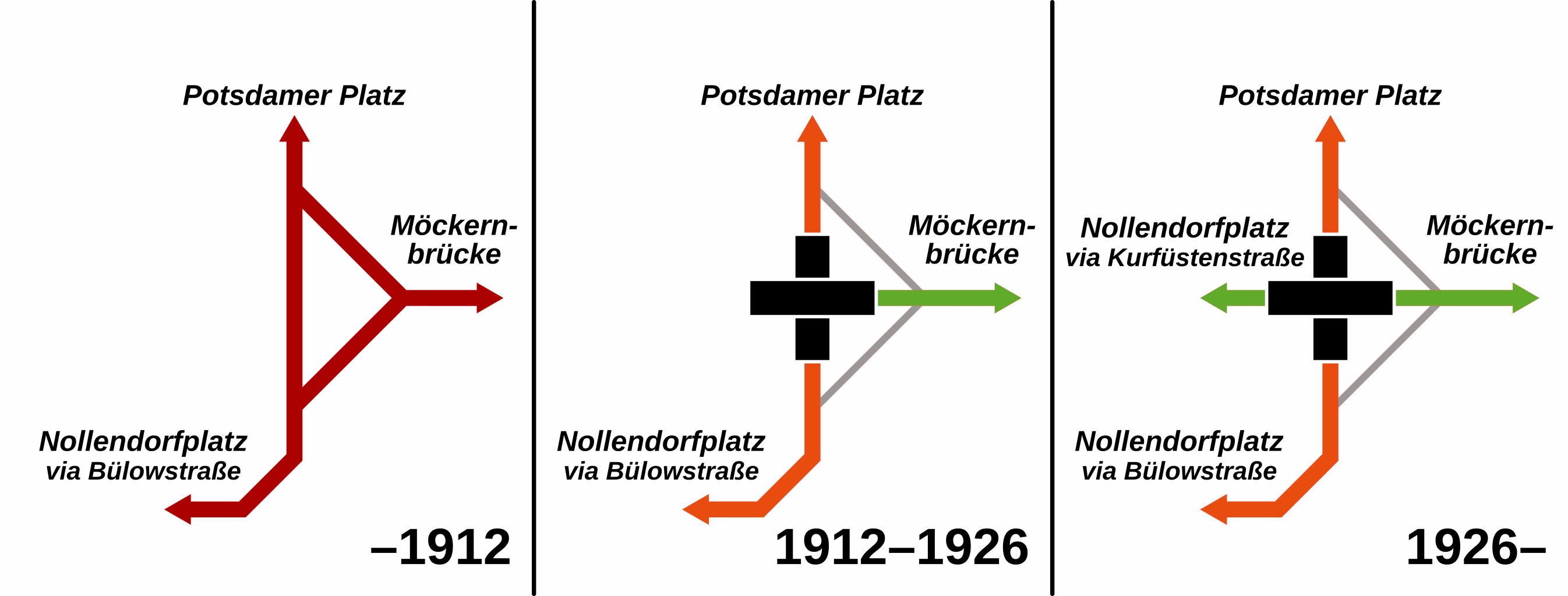
Streckenschema am Gleisdreieck bis und ab 1912 und ab 1926.

Eine der gefährlichsten Stellen des gesamten U-Bahn-Netzes bildete das Gleisdreieck, das die Hauptstrecke zwischen Warschauer Brücke und Zoologischem Garten mit der Zweigstrecke zum Potsdamer Platz verband. Diese Abzweigung wurde allein durch Signale abgesichert, sodass ein unaufmerksamer Fahrzeugführer eine Katastrophe auslösen konnte. Am 26. September 1908 geschah ein derartiges Unglück. Ein Hochbahnzug fuhr einem anderen Zug in die Flanke und drückte zwei Wagen aus dem Gleis. Einer der Wagen stürzte dabei vom Viadukt. 21 Fahrgäste kamen ums Leben. Daraufhin wurde ein Umbau des Gleisdreiecks angeordnet.
Im Mai 1912 begannen die Bauarbeiten. Statt eines Gleisdreiecks war jetzt eine kreuzförmige Anlage mit einem neuen Kreuzungsbahnhof geplant. Nur noch für interne Zwecke gibt es ein Verbindungsgleis zwischen beiden Strecken. Der Umbau erfolgte grundsätzlich bei vollem Betrieb, wobei verschiedene Linien kurzzeitig eingestellt wurden. Am 3. November 1912 wurde der Bahnhof Gleisdreieck eröffnet, die Bauarbeiten dauerten aber noch bis August 1913. Wobei nun die Strecke aus Kreuzberg am Gleisdreieck endete.
Die Kreuzberger Strecke wurde erst am 24. Oktober 1926 mit der Entlastungsstrecke über Kurfürstenstraße zum Nollendorfplatz fortgeführt. Der U-Bahnhof Kurfürstenstraße wurde nur sparsam ausgestaltet, was der schwierigen Finanzlage von damals geschuldet ist. Mit der Entlastungsstrecke sollte auch der U-Bahnhof Nollendorfplatz komplett umgebaut und umgestaltet werden, da die U-Bahn der ehemals selbstständigen Stadt Schöneberg (die heutige Linie U4) immer noch autark betrieben wurde, obwohl sie bereits seit 1920 der Stadt Berlin gehörte.

### Zwei neue Endstationen

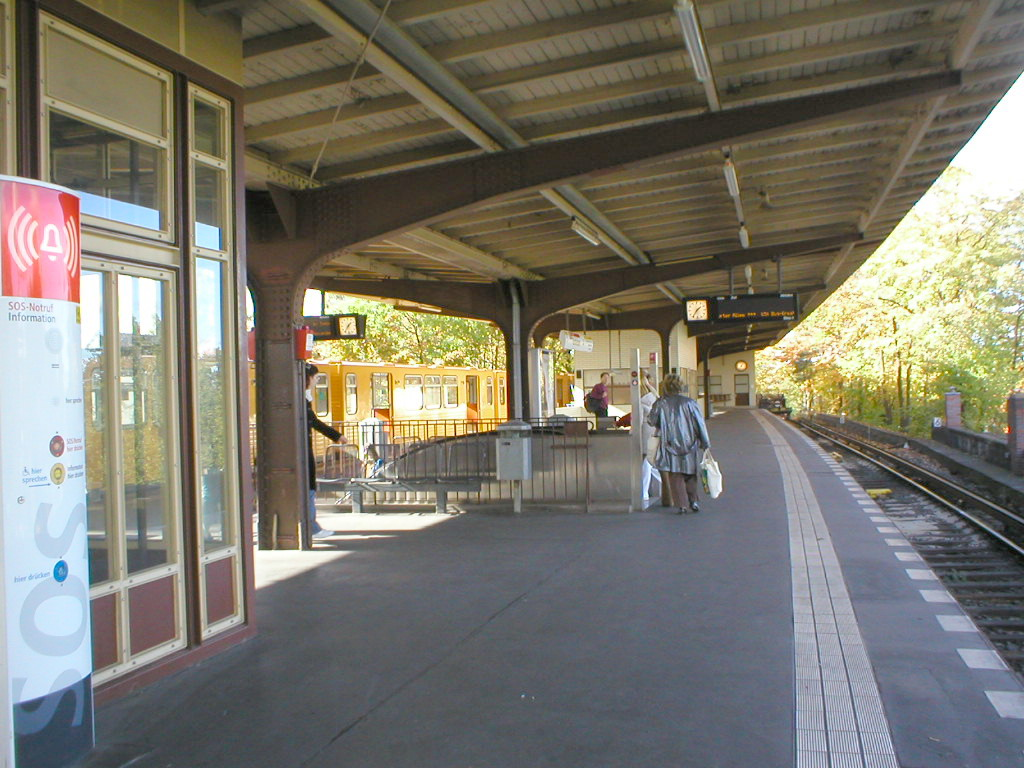
Der Endbahnhof der heutigen U2 in Ruhleben

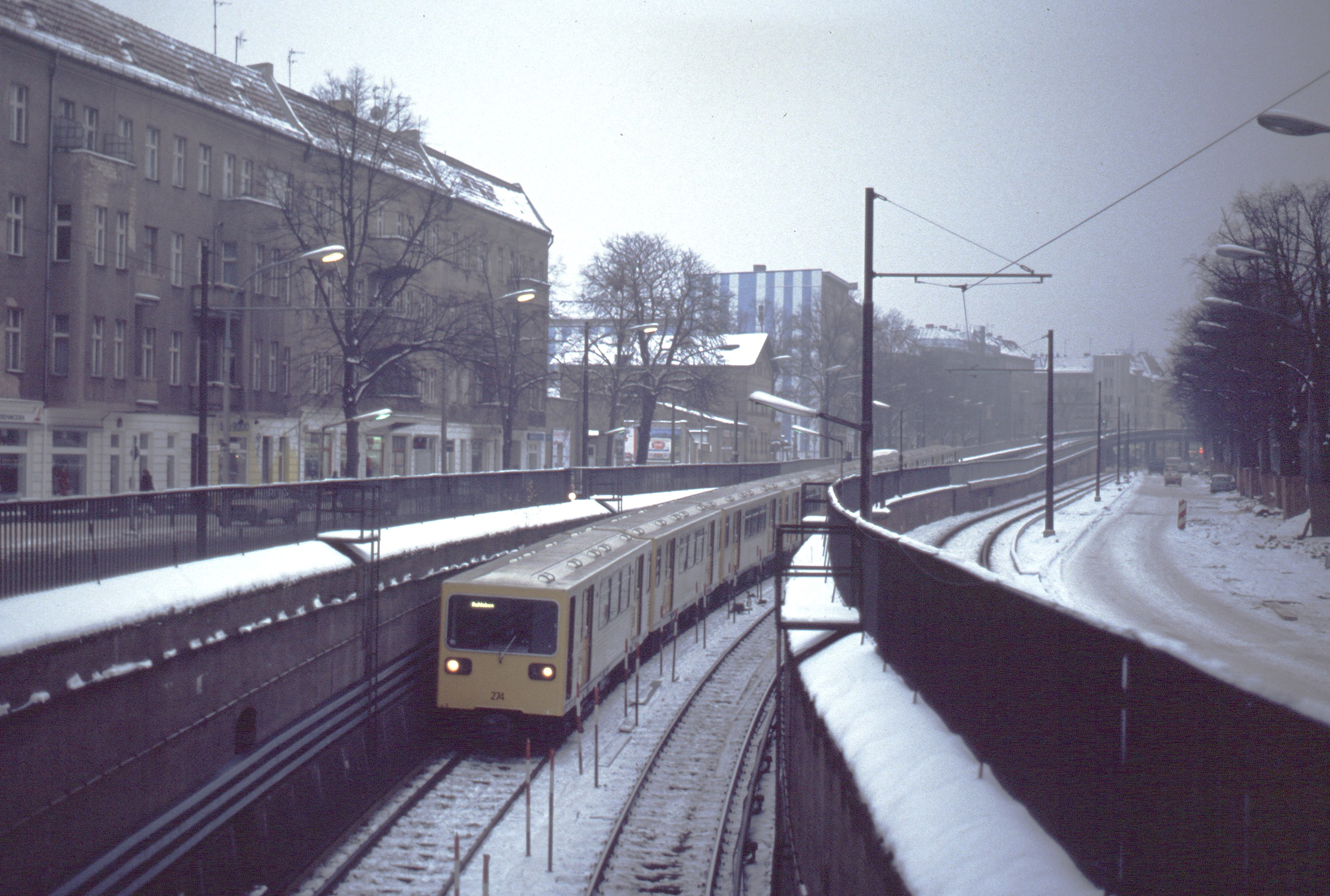
Rampe zum U-Bahnhof Vinetastraße mit Zug der Baureihe GI, 1993

Abgesehen von der Entlastungsstrecke wurde das Kleinprofilnetz in den Jahren der Weimarer Republik nur geringfügig erweitert. So gab es seit dem 22. Mai 1922 regelmäßigen Zugverkehr zum Stadion und auch der bereits im Rohbau errichtete Bahnhof Neu-Westend konnte endlich seiner Bestimmung übergeben werden.
Die damalige Stammlinie von Nordring zum Stadion sollte in beide Richtungen um jeweils eine Station verlängert werden. Im Norden entstand 1930 der Bahnhof Pankow (heute: Vinetastraße). Für dessen Errichtung gab es vor allem einen Grund: Die Züge am Bahnhof Nordring fuhren so oft, dass eine Zugwende auf dem Viadukt nicht möglich war. Es war wesentlich einfacher, die Züge im Untergrund zu kehren. Eine weiter geplante Verlängerung bis zur Breiten Straße in Pankow bzw. zum S-Bahnhof Pankow kam, obwohl bereits die rechtlichen Voraussetzungen für eine Grundstücksenteignung auf der Trasse bis zum Schlosspark Niederschönhausen geschaffen worden waren, nicht mehr zustande, erst 1997 wurde hier weitergebaut. Am entgegengesetzten Ende wurde die Strecke bereits am 22. Dezember 1929 um eine Station zum neuen Endbahnhof Ruhleben verlängert. Die Strecke verlief auf einem Damm, die Weiterführung durch Garten- und Industriegelände ins nahegelegene Spandau sollte wenig später beginnen. Weltwirtschaftskrise und Zweiter Weltkrieg ließen diese Pläne jedoch niemals Wirklichkeit werden, die Verlängerung von 1929 bildet bis heute die letzte Station am westlichen Ende der U2.

### Nationalsozialismus und Zweiter Weltkrieg
Nach der „Machtergreifung“ der Nationalsozialisten wurden zwei Bahnhöfe der Linie AI nach „Helden“ der NS-Bewegung benannt. Die Station Reichskanzlerplatz (heute: Theodor-Heuss-Platz) wurde am 24. April 1933 zum Adolf-Hitler-Platz. Die Station Schönhauser Tor (heute: Rosa-Luxemburg-Platz) wurde am 1. Mai 1934 nach dem SA-Sturmführer Horst Wessel benannt.
Nach den Plänen zur Umgestaltung Berlins zur „Welthauptstadt Germania“ im Jahr 1939 sollte sich jedoch an der Streckenführung der damaligen Linie A im Vergleich zu den sonstigen Planungen dieser Zeit relativ wenig ändern. Neben der schon seit Jahren geplanten Nord-Verlängerung zum Bahnhof Pankow, in den Plänen als Pankow (Breite Straße) bezeichnet, sollte die Hochbahnstrecke am Gleisdreieck abgebaut und durch eine neue, unterirdische und geradlinige Führung zum U-Bahnhof Bülowstraße ersetzt werden. Die in vorherigen und auch in späteren Plänen vorkommenden Vorschläge für eine Verlängerung nach Spandau wurden nicht mit eingearbeitet. Dafür sollten vor allem die damals geplanten Linien FI und FIII herhalten. Erste Tunnelarbeiten begannen sogar noch am heutigen Theodor-Heuss-Platz, wurden aber bereits 1941 wieder eingestellt. Nach dem prophezeiten „Endsieg“ sollten diese wieder aufgenommen werden.
Nach Beginn des Zweiten Weltkriegs am 1. September 1939 lautete die Anweisung, alle Verkehrsmittel nur noch mit abgedunkelten Scheinwerfern fahren zu lassen. Dies betraf nicht nur die Fahrzeuge, sondern auch die Stationen von S- und U-Bahn – hier brannte nur noch spärliches Licht.
Ab Herbst 1943 nahmen die alliierten Luftangriffe auf Berlin stark zu – bei Fliegeralarm mussten laut Vorschrift die U-Bahnhöfe geschlossen bleiben. Dies war jedoch nur selten der Fall: Oft strömten große Menschenmassen in die Stationen in dem Irrglauben, dass sie dort vor den Angriffen geschützt seien. So wurde etwa der Ausgang des Bahnhofs Senefelderplatz in der Nacht vom 3. zum 4. November 1943 durch einen Bombentreffer verschüttet. Im Jahr 1944 waren viele Luftangriffe zu verzeichnen und die BVG konnte nur mit Mühe den Betrieb aufrechterhalten. Besonders betroffen waren die Bahnhöfe Gleisdreieck, Nollendorfplatz, Bülowstraße, Reichssportfeld (heute: Olympia-Stadion), Potsdamer Platz und Klosterstraße.
Im Jahr 1945 spitzte sich die Lage weiter zu und teilweise fuhren U-Bahnen nur noch als Pendelzüge zwischen einigen Bahnhöfen. Schließlich kam der Betrieb am 25. April 1945 völlig zum Erliegen.
Kurz vor Ende der Schlacht um Berlin sprengten Truppen der SS am 2. Mai 1945 den Nord-Süd-Tunnel der S-Bahn beim Landwehrkanal, was neben einer Überflutung des S-Bahn-Tunnels auch dazu führte, dass das Wasser durch die Verbindungsgänge ins U-Bahn-System floss. Die Linie AI stand zwischen den Bahnhöfen Alexanderplatz und Potsdamer Platz komplett unter Wasser und es dauerte lange, bis die Schäden beseitigt waren.

### Neubeginn nach Kriegsende

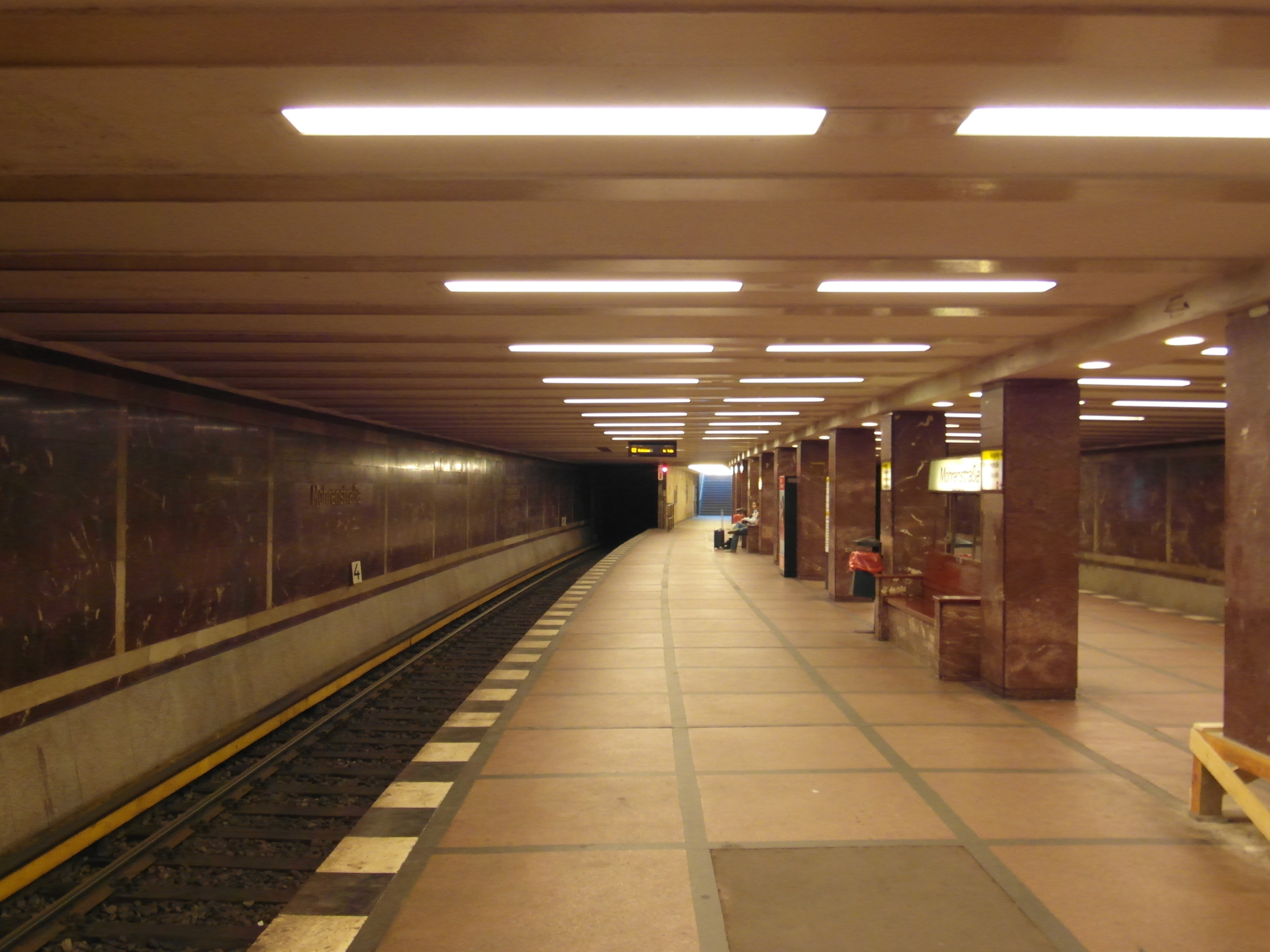
Der U-Bahnhof Mohrenstraße (früher: Kaiserhof) wurde 1950 mit Saalburger Marmor verkleidet

Nach der Kapitulation begann die Reparatur des U-Bahn-Netzes. Am 14. Mai 1945 fuhren bereits wieder die ersten Züge (im Bereich um den Hermannplatz). Auf dem Abschnitt der Linie AI konnten am 17. Mai erste Pendelzüge zwischen Knie und Kaiserdamm sowie Kaiserdamm und Ruhleben fahren. Die zur Zeit des Nationalsozialismus umbenannten Bahnhöfe Reichskanzlerplatz und Schönhauser Tor erhielten ihre Ursprungsnamen zurück. In den Folgemonaten konnten weitere Abschnitte in Betrieb gehen, am 18. September fuhren die Züge auf den AI-Abschnitten Pankow – Potsdamer Platz und Gleisdreieck – Ruhleben bereits im Umlaufbetrieb, zwischen den Bahnhöfen Potsdamer Platz und Gleisdreieck wurde noch im Pendelbetrieb gefahren.

### Die Spaltung der Stadt und der 17. Juni 1953
Der beginnende Kalte Krieg und seine erste große Eskalation, die Berlin-Blockade in den Jahren 1948/1949, löste bei den Berlinern große Verunsicherung aus. Viele West-Berliner mieden Ost-Berlin. So bildeten sich neue Verkehrsströme, die den Ostsektor umfuhren. Die Berliner Verkehrsbetriebe, die Betreiberin der U-Bahn, spaltete sich 1949 in ein Ost- und ein West-Unternehmen. Während Bus- und Straßenbahnlinien nun an der Sektorengrenze endeten, blieb es auf der U-Bahn beim durchgehenden Verkehr.
Am 18. August 1950, dem sechsten Todestag Ernst Thälmanns, wurde der U-Bahnhof Kaiserhof unter dem Namen Thälmannplatz wieder in Betrieb genommen. Damit war die AI-Linie wieder durchgehend betriebsfähig. Der U-Bahnhof am Wilhelmplatz im Herzen des Regierungsviertels hieß bis dahin nach dem Hotel Kaiserhof, weil der Name Wilhelmplatz bereits für den wenige Jahre zuvor in Charlottenburg am gleichnamigen Platz (heute: Richard-Wagner-Platz) errichteten U-Bahnhof vergeben worden war. An der feierlichen Eröffnung und der Umbenennung des Platzes nahmen die Frau und die Tochter Thälmanns, Rosa und Irma Thälmann, teil. Da die Regierung der DDR vorwiegend im alten Regierungsviertel Wilhelmstraße residierte, wünschte sie einen repräsentativen Bahnhof. Er ist wegen seiner Ausgestaltung mit Saalburger Marmor im Stil der 1950er Jahre in Berlin einzigartig. Die Ost-Berliner Presse bezeichnete ihn als den schönsten Berlins.
Anfang 1953 stellte die West-BVG auf den letzten Bahnhöfen in den Westsektoren Lautsprecher auf, die vor der Durchquerung des Sowjetischen Sektors warnten. Auf diesen Bahnhöfen wurden Kehranlagen eingerichtet, um die Züge gegebenenfalls dort enden zu lassen. Außerdem gestaltete sie den Fahrplan so, dass zeitgleich eine U-Bahn Richtung Osten fuhr und ein anderer Zug wieder zurückkehrte. Somit würde der Westen bei Zwischenfällen nur wenige Fahrzeuge an den Osten verlieren.
Dies bewährte sich im Juni desselben Jahres, als Ost-Berliner Arbeiter mit Protesten auf die Erhöhung der Arbeitsnorm reagierten. Die Informationen über den Aufstand des 17. Juni verbreiteten sich wie ein Lauffeuer in der ganzen DDR. Ungefähr 20.000 Streikende demonstrierten nicht nur gegen die Normerhöhungen, sondern auch gegen die allgemeinen Zustände im Land. Die BVG-Ost und die Deutsche Reichsbahn stellten gegen etwa 11 Uhr den Betrieb der U-Bahn beziehungsweise der S-Bahn ein. Die Westzüge endeten nun in den vorbereiteten Kehranlagen. Insgesamt verlor die West-Berliner BVG aufgrund des durchdachten Fahrplans nur 18 Züge. Auf dem Nordabschnitt der Linie D mit den Bahnhöfen Voltastraße und Gesundbrunnen, der keine Verbindung zum restlichen West-Netz besaß, wurde der Betrieb eingestellt.
Wenige Tage nach der blutigen Niederschlagung des Aufstands normalisierte sich die Verkehrslage wieder. Als Konsequenz aus den Erfahrungen des 17. Juni richtete die West-BVG eine neue, vom Ostsektor unabhängige Linienführung der AII von Krumme Lanke bis Kottbusser Tor ein, die aber bald wieder aufgegeben wurde. Außerdem fuhr die Schöneberger U-Bahn jetzt nur noch bis zum Nollendorfplatz, nicht wie zuvor bis Warschauer Brücke.

### Der Mauerbau

Ost-Berliner Verkehrsnetz mit zwei U-Bahn-Linien (blau dargestellt), 1984

Durch den Bau der Berliner Mauer zur Abriegelung der Sektorengrenze zwischen beiden Teilen Berlins wurde auch die Linie A, die die ganze Stadt von Ost nach West durchquerte, geteilt. Auf Anordnung des DDR-Innenministers Karl Maron endeten die Züge der Linie A auf Ost-Berliner Gebiet nun am Bahnhof Thälmannplatz.
Die Linien C und D (heute: U6 und U8) wurden der West-BVG überlassen, aber ihre im Ostsektor liegenden Stationen geschlossen. An den Bahnhöfen Stadtmitte und Alexanderplatz konnte nun von der Linie A (Ost) nicht mehr auf die Linien C und D umgestiegen werden.
Die BVG-West ließ ihre Züge jedoch nicht, wie von Maron angenommen, am Potsdamer Platz enden, sondern bereits eine Station zuvor, am Gleisdreieck. Dort hatte man nämlich Anfang der 1950er Jahre bereits als Vorsichtsmaßnahme Wendegleise eingebaut. So benutzte die BVG-Ost den Bahnhof Potsdamer Platz als Wendeanlage und stellte dabei gelegentlich sogar Züge unter West-Berliner Gebiet ab.
Mit diesem Beschluss war auch das letzte gemeinsame Verkehrsmittel der Berliner getrennt, denn die Straßenbahn und der Omnibus fuhren schon seit 1953 nicht mehr über die Sektorengrenze. Die S-Bahn fuhr unter der Regie der von der DDR gesteuerten Deutschen Reichsbahn und konnte somit nicht als gemeinsames Verkehrsmittel zählen.
Die Konsequenz des 13. August 1961 war, dass in West-Berlin die Ost-Berliner S-Bahn zunehmend boykottiert wurde. Es skandierten nicht selten die Sprüche: „Der S-Bahn-Fahrer zahlt den Stacheldraht“ oder „Keinen Pfennig mehr für Ulbricht“. So fuhren die West-Berliner mit U-Bahn, Bus und – wenn noch vorhanden – mit der Straßenbahn.

### Die Linie A in Ost-Berlin
Durch die Spaltung des U-Bahn-Netzes blieben nur zwei Linien unter der Regie der Ost-BVG: die ganze Linie E vom Alexanderplatz nach Friedrichsfelde, die 1930 eröffnet worden war und das Zentrum mit den Arbeiterbezirken in den östlichen Stadtteilen verbindet, sowie der östliche Teil der Linie A zwischen Pankow und Thälmannplatz, im Prinzip die zwischen 1908 und 1913 eröffnete Strecke durch die Innenstadt und die Schönhauser Allee. Beide Linien kreuzen sich im Zentrum Ost-Berlins, dem Alexanderplatz, wo auch Anschluss zur S-Bahn besteht. Die beiden anderen Linien im Bezirk Mitte wurden – wie im vorigen Kapitel beschrieben – der West-BVG überlassen, die im Ostsektor gelegenen Bahnhöfe geschlossen und deren Zugänge zugemauert; sie wurden zu Geisterbahnhöfen.
Die U-Bahn war in Ost-Berlin weniger wichtig als in West-Berlin, der Schwerpunkt lag dort eher auf den umfangreichen S-Bahn- und Straßenbahn-Netzen. In 58 Jahren (1930–1987) wurde im Ostteil der Stadt nur ein neuer U-Bahnhof gebaut, während zahlreiche neue S- und Straßenbahn-Strecken entstanden.
Zeitweilig aktuelle Planungen, die Linie C (U6) auf Ost-Berliner Gebiet selbst zu nutzen und die Linie A im Bereich des Bahnhofs Stadtmitte in deren Tunnel entlang der Friedrichstraße zu verlängern, wurden nicht umgesetzt.
Die Stationen Stadtmitte, Hausvogteiplatz, Spittelmarkt, Rosa-Luxemburg-Platz und Senefelderplatz wurden in den 1960er Jahren umgestaltet und erhielten neue Wandfliesen. Die Bahnhöfe Märkisches Museum und Klosterstraße wurden zur 750-Jahr-Feier Berlins 1987 aufwendig umgebaut und erhielten anstelle der im sozialistischen Wirtschaftssystem nicht benötigten Werbeflächen künstlerische Darstellungen der Stadtentwicklung beziehungsweise historischer Busse und Bahnen. Der Bahnhof Alexanderplatz wurde kaum verändert und blieb fast im Originalzustand erhalten, ebenso wie der 32 Jahre lang ungenutzte Bahnhof am Potsdamer Platz.

### Die neue Station Bismarckstraße

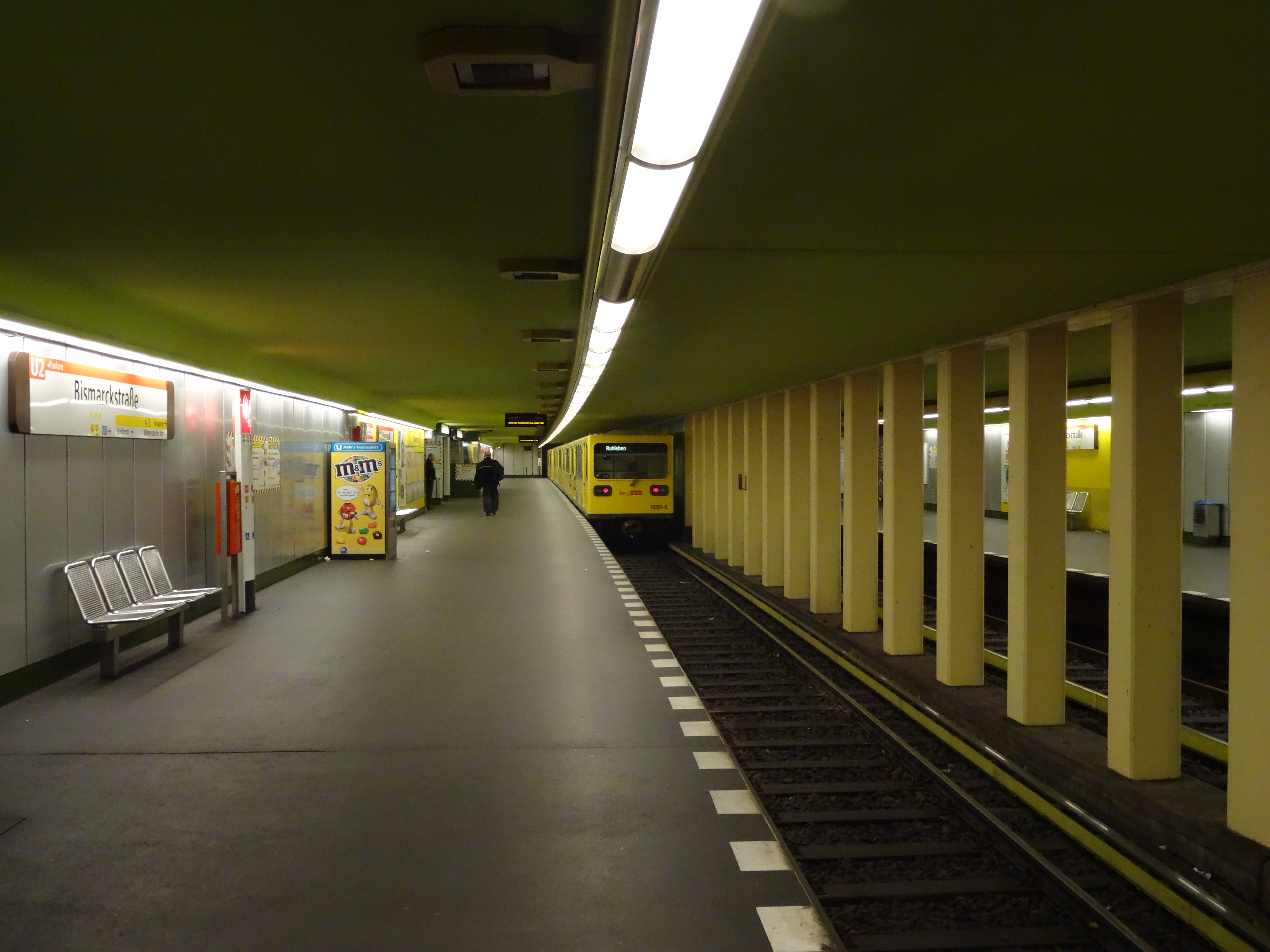
Der 1978 neuerrichtete U-Bahnhof Bismarckstraße

Aufgrund des S-Bahn-Boykotts und der Stilllegung der Straßenbahn wurde in West-Berlin die U-Bahn massiv ausgebaut. Dies betraf jedoch ausschließlich das modernere Großprofilnetz (die heutigen Linien U6 bis U9 sowie Bauvorleistungen an den U-Bahnhöfen Turmstraße und Jungfernheide für eine vom damaligen Ost-Berlin verlängerte U5 Richtung Flughafen Tegel). Die Baumaßnahmen im Kleinprofilnetz beschränkten sich auf den Neubau von Umsteigestationen zu neuen U-Bahn-Strecken.
Im Bereich der heutigen U2 geschah dies 1978 in Charlottenburg, zwischen den bestehenden Stationen Deutsche Oper und Sophie-Charlotte-Platz.
Im Zuge des Baus der Linie 7, einer Tangentiallinie, die außerhalb des eigentlichen Stadtkerns mehrere Bezirkszentren miteinander verbindet, wurden mehrere bestehende Strecken gekreuzt. Dazu gehörten unter anderem die Linien 4, 2 (heute: U3), und 1 (heute: U2). Die Kreuzung mit der Letzteren entstand im Bereich Bismarckstraße/Wilmersdorfer Straße, 380 m westlich der Station Deutsche Oper. Trotz des geringen Abstands zu dieser Station wurde ein neuer Kreuzungsbahnhof errichtet, um die erforderliche Umsteigemöglichkeit zu schaffen.
Zu Beginn der Bauarbeiten wurde zunächst am 2. Mai 1970 die Zweiglinie von der Deutschen Oper zum Richard-Wagner-Platz, zuletzt als Linie 5 bezeichnet, stillgelegt. Diese Verbindung übernahm nach ihrer Fertigstellung die neue Linie 7.
Da der schon 70 Jahre alte Tunnel der Linie 1 nur aus schwach bewehrtem Beton bestand und man damals keine Erfahrungen mit dieser Bauweise hatte, ließ die BVG einfach die ganze Konstruktion abbrechen und erbaute diese erneut aus einem komplett geschlossenen Stahlbetonrahmen. Danach konnte ein U-Bahnhof in günstiger Lage ausgeführt werden, es entstand ein unterirdischer Turmbahnhof. Die Linie 7 erhielt einen 110 m langen und 11,6 m breiten Bahnsteig. Für die Kleinprofillinie wurden dagegen zwei unkomfortable Seitenbahnsteige, die jeweils viereinhalb Meter breit sind, errichtet. Für den Bau eines Mittelbahnsteigs hätten die Gleise auseinandergezogen und die Linie für lange Zeit außer Betrieb genommen werden müssen. Der neue Bahnhof ging unter dem Namen ‚Bismarckstraße‘ zusammen mit der Verlängerung der Linie 7 am 28. April 1978 in Betrieb. Bis 1961 trug der 380 m weiter östlich gelegene U-Bahnhof Deutsche Oper diesen Namen.

### Zwischennutzungen der Hochbahnstrecke

#### Trödelmarkt, Türkischer Basar und Museumsstraßenbahn

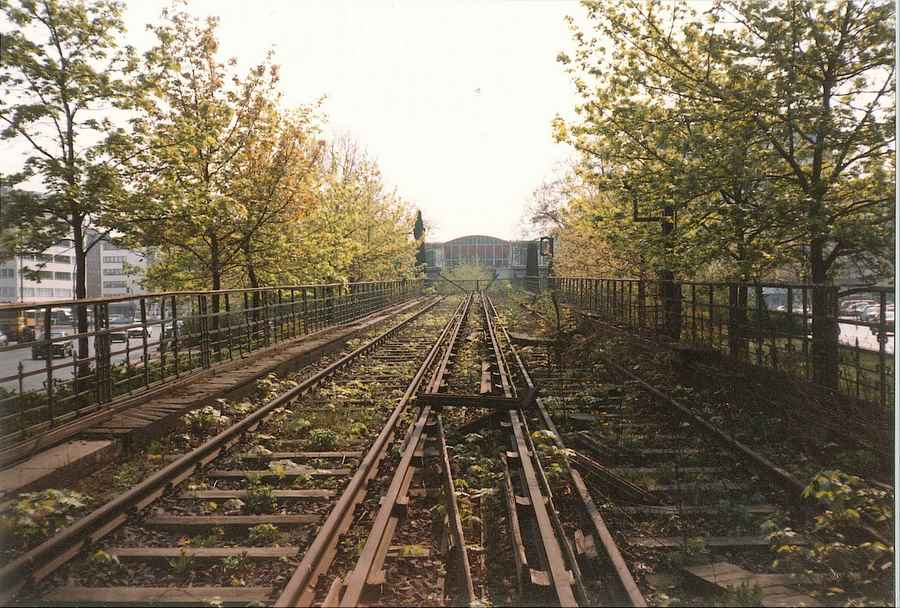
Ungenutzte Strecke zwischen den Bahnhöfen Wittenbergplatz und (im Hintergrund) Nollendorfplatz, 1988

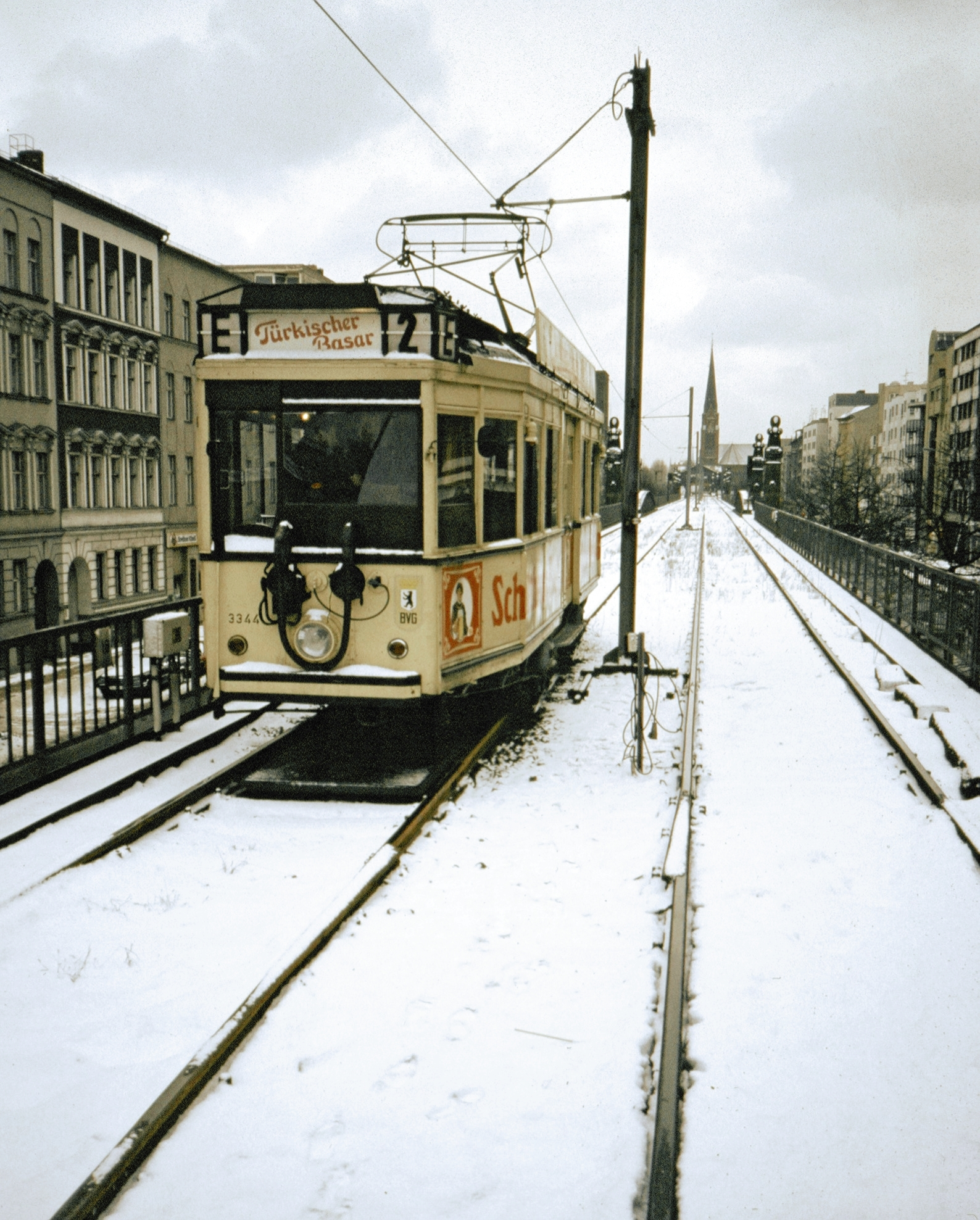
Museumsstraßenbahnwagen Bauart TM& 33 auf der Hochbahnstrecke am Nollendorfplatz, 1987

Die Strecke im Grenzbereich zu Ost-Berlin zwischen Gleisdreieck und Potsdamer Platz lag seit dem Mauerbau am 13. August 1961 still. Auch der Abschnitt zwischen Wittenbergplatz über Nollendorfplatz und Bülowstraße zum Gleisdreieck wurde kaum noch genutzt, weil eine Weiterfahrt ins damalige Ost-Berlin nicht mehr möglich war. Aus wirtschaftlichen Gründen wurde der Betrieb auf dem von der damaligen Linie 2 genutzte Abschnitt am 1. Januar 1972 ebenfalls eingestellt; die Züge der Linie 2 aus Richtung Krumme Lanke endeten nun am Wittenbergplatz.
Die ungenutzte Hochbahnstrecke durch den Norden Schönebergs bot für die Zwischennutzung nun Platz für viele Einrichtungen und Experimente. Der Streckentunnel ab Wittenbergplatz in Richtung Nollendorfplatz diente währenddessen als Wendeanlage, da es für die Linie 2 keine andere Möglichkeit zum Ändern der Fahrtrichtung gegeben hätte.
Im Hochbahnhof der Station Nollendorfplatz richtete sich 1973 ein nach dem populären Namen des Nollendorfplatzes Nolle genannter Trödelmarkt in 16 ausgemusterten U-Bahn-Wagen ein. Auf den Gleisen selbst befand sich eine neue Gaststätte des damaligen Pächters Heini Holl, die sich Zur Nolle nannte.
Im Bahnhof Bülowstraße entstand ein dem Bahnhof Nollendorfplatz ähnelndes Geschäft – dort begann 1975 der Berliner Jahrmarkt. Da dieses Projekt sich nicht durchsetzen konnte, wurde es ein Jahr später beendet. Am 28. Mai 1978 startete eine neue Geschäftsidee. In zwei nicht mehr benötigten U-Bahn-Wagen wurde das Projekt U-Tropia – Bahnhof der Nationen eingerichtet. Die Wagen wurden mit Toiletten ausgestattet, im Bahnhof selbst wurden vielerlei Dinge verkauft.
Um die Attraktivität der beiden Märkte zu steigern, richtete die BVG im August 1978 einen Pendelverkehr mit Museumsstraßenbahnwagen auf einem Hochbahngleis ein. Doch U-Tropia bestand nicht lange, bereits im Winter des gleichen Jahres schloss es wieder. Solange im Hochbahnhof Bülowstraße kein neues Projekt eingerichtet war, musste auch die Straßenbahn pausieren. Im September 1980 fand das Vorhaben Türkischer Basar seinen Platz im Hochbahnhof Bülowstraße. Dieser Markt hatte Erfolg und blieb bis zur Wiederinbetriebnahme der Hochbahn bestehen. Der Straßenbahnbetrieb auf dem Hochbahngleis wurde am 28. Februar 1991 eingestellt.

#### Teststrecke für Automatischen Zugbetrieb
Nach dem Einbau der linienförmigen Zugbeeinflussung auf der Linie U9 wurde von 1977 bis 1981 auf einem Teil des ungenutzten Hochbahnabschnitts das Betriebsleitsystem SelTrac der Firma SEL ohne Fahrgäste erprobt. Dieses ermöglichte ein Fahren im absoluten Bremswegabstand und damit eine Verdichtung der Zugfolge. Hierfür wurden zwischen den U-Bahnhöfen Bülowstraße und Potsdamer Platz, ausschließlich beider aufgrund anderweitiger Nutzungen (Märkte und Abstellanlage), die Gleise mit Linienleitern ausgerüstet. Zwei Kleinprofil-Doppeltriebwagen erhielten SelTrac-Fahrzeuggeräte. Es wurde ein System mit Betriebsleitung, Dispositionszentrale, Operationszentrale bis hin zu Weichensteuerungen und Stationseinrichtungen installiert. Die Linienleiterschleifen dienten der Übertragung der Fahrerlaubnis und weiterer Informationen sowie der Ortung. Hierfür kreuzten sich die maximal 3,2 km langen Linienleiterschleifen alle 25 m.

#### Die M-Bahn

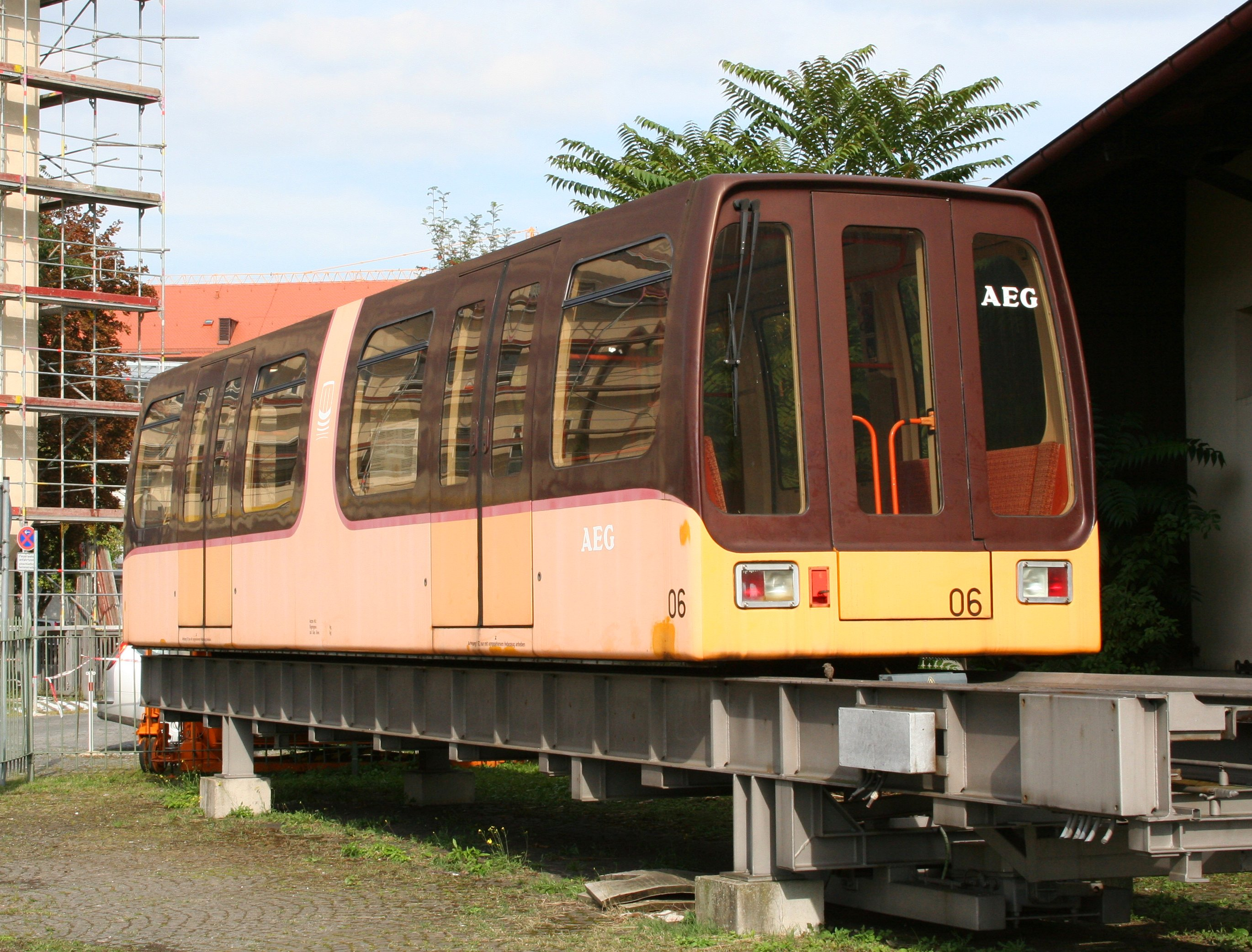
Wagen der M-Bahn, hier 2006 im DB-Verkehrsmuseum Nürnberg

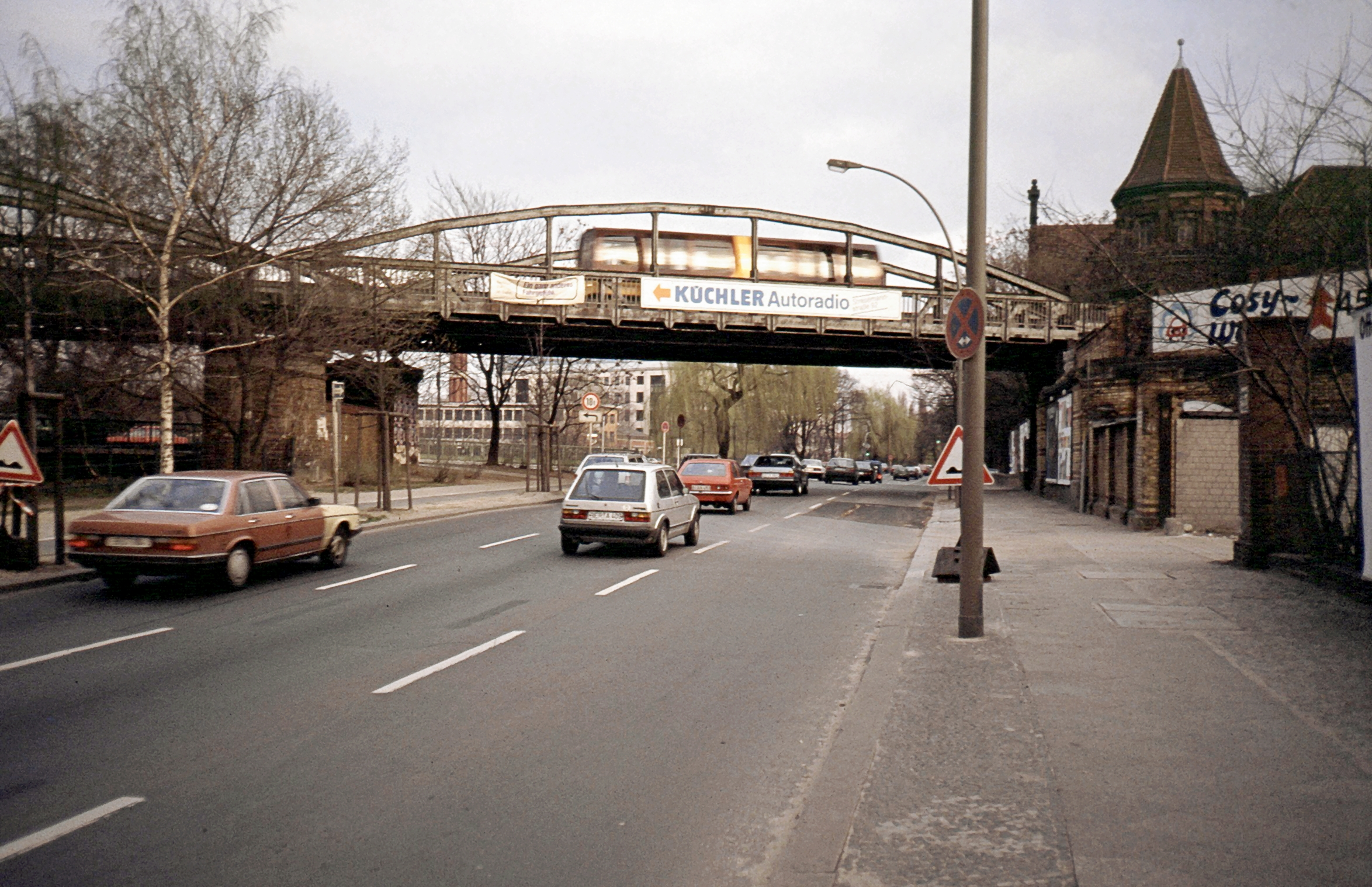
Brücke am Schöneberger Ufer mit M-Bahn, 1991

Im Bahnhof Gleisdreieck herrschte nur auf dem oberen Bahnsteig – dem der Linie 1 – Betrieb, im unteren dagegen verkehrten keine Züge im Fahrgastbetrieb mehr. So beschloss das Berliner Abgeordnetenhaus auf Antrag des Berliner Senates am 2. Dezember 1980, der AEG den seit 1977 im automatischen SelTrac-Testbetrieb genutzten Streckenabschnitt für den Versuchsbetrieb mit einer magnetisch angetriebenen Bahn zur Verfügung zu stellen. Der Senat beabsichtigte, zukünftig das Berliner Kleinprofilnetz der U-Bahn auf Magnetbahnbetrieb umzustellen, was jedoch erhebliche Bedenken seitens der BVG hervorrief. Die Bauarbeiten für die neuen Anlagen begannen im Dezember 1983. Neben dem unteren Bahnsteig der Station Gleisdreieck wurden zusätzlich noch die Stationen Bernburger Straße (ungefähr an der Stelle des heutigen Bahnhofs Mendelssohn-Bartholdy-Park) und Kemperplatz eingerichtet. Die ersten Messfahrten für diese 1,6 km lange Strecke begannen ein Jahr später. Am 19. Dezember 1988 kam es dabei zu einem Unfall, als ein unbesetzter Testzug der M-Bahn aufgrund eines Bedienungsfehlers bei unterbrochener Überwachungssteuerung am Endbahnhof Kemperplatz über das Gleisende hinausfuhr, eine Glaswand durchbrach und in sechs Metern Höhe über dem Boden hängen blieb.
Ab dem 28. August 1989 durfte die Öffentlichkeit versuchsweise die M-Bahn, wie sie fortan hieß, kostenlos nutzen. Am 18. Juli 1991 erfolgte die endgültige Zulassung als neues Fahrgastbeförderungssystem durch die technische Aufsichtsbehörde. Dadurch mussten die Fahrgäste für eine M-Bahn-Fahrt den üblichen BVG-Tarif entrichten. Bereits zwei Wochen später musste die M-Bahn den Betrieb einstellen, um den Platz für die Bauarbeiten zur Wiederinbetriebnahme des Teilstück der 30 Jahre zuvor unterbrochenen U-Bahn-Linie U2 zu schaffen. Die Einrichtungen der M-Bahn wurden abgebaut und zunächst eingelagert, da eine spätere Wiederverwendung als Zubringer zum Flughafen Schönefeld beabsichtigt war. Später wurde diese Idee verworfen und das Material verschrottet. Von der Strecke sind keine Reste erhalten. Ein M-Bahn-Wagen ist im Oldtimer Museum Rügen in Prora auf einem originalen Stück seines Fahrwegs aufgestellt.

### Fall der Mauer und Wiedervereinigung der Netze

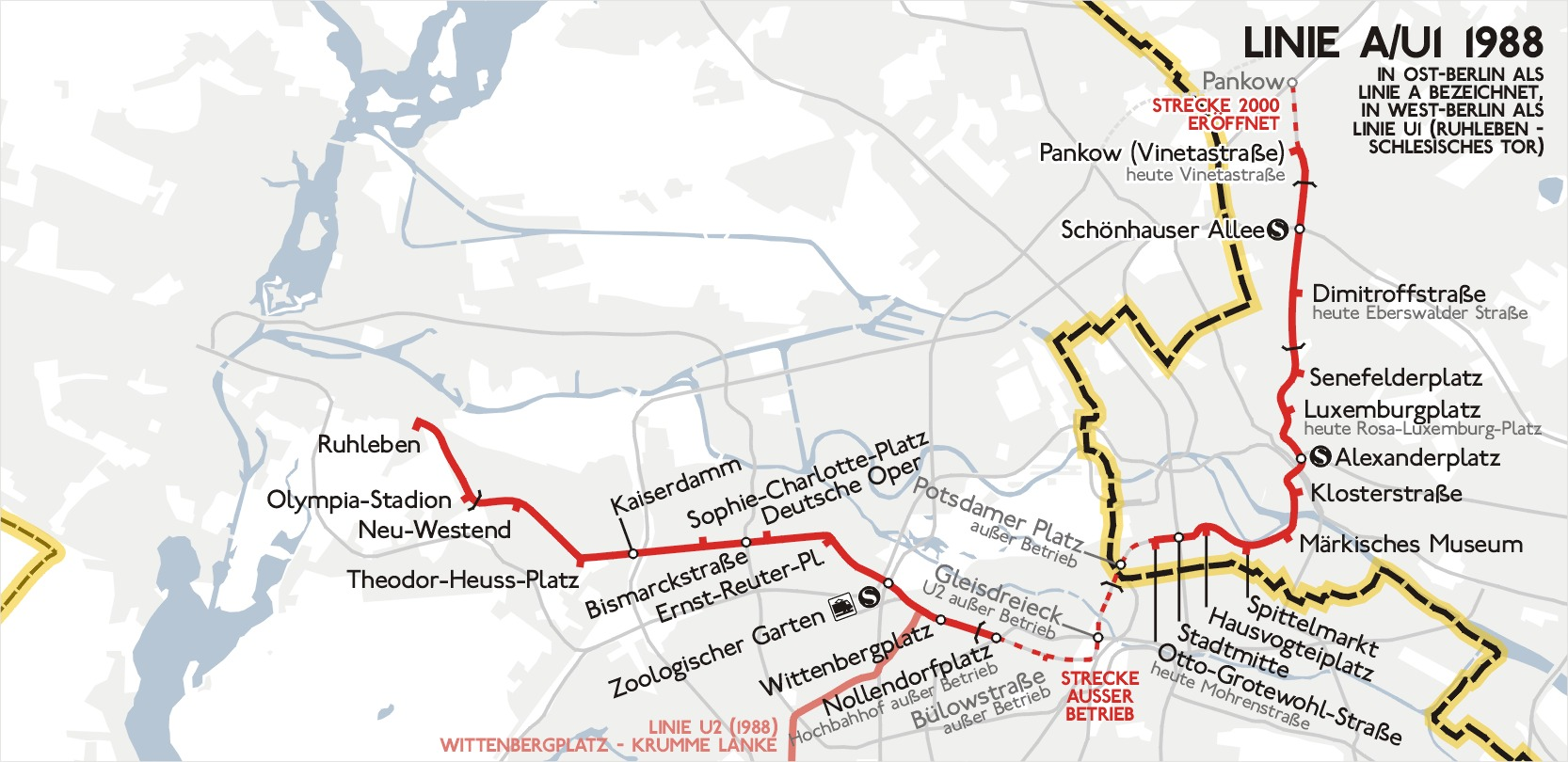
Die Strecke der heutigen U2 im Jahr 1988: Den Abschnitt zwischen Ruhleben und Wittenbergplatz in West-Berlin befuhr seit 1966 die Linie 1 (ab 1984: U1), der Abschnitt im Ostteil hieß nach wie vor Linie A

Nach dem Mauerfall am 9. November 1989 wurden zahlreiche Provisorien zur Bewältigung des riesigen grenzüberschreitenden Verkehrs eingerichtet. Während etwa der durchgehende S-Bahn-Verkehr am Bahnhof Friedrichstraße relativ einfach wiederhergestellt werden konnte, war eine schnelle Verknüpfung der seit 28 Jahren unterbrochenen Linie A nicht möglich.
Immerhin wurden jedoch die sogenannten „Geisterbahnhöfe“ (geschlossene Stationen, die ohne Halt durchfahren wurden) der Linien U6 und U8 wiedereröffnet, sodass man von der Ost-Berliner Linie A an den Stationen Stadtmitte und Alexanderplatz auf die West-Linien U6 und U8 umsteigen konnte.
Am 1. Juli 1990 wurden die Ost-Linien A und E ins westliche Nummernschema der BVG integriert. Die Linie A bekam die Liniennummer U2. Das führte zu einem drei Jahre währenden Kuriosum, da die beiden, noch nicht wieder verbundenen, Teillinien als zwei getrennte Linien U2 erschienen und vielseits so wahrgenommen wurden. Drei Monate später, am 3. Oktober 1990, dem Tag der deutschen Wiedervereinigung, wurden im Berliner U-Bahn-Netz fast alle sozialistischen Bahnhofsnamen ersetzt. Dies betraf zwei Stationen der Linie U2:
- Dimitroffstraße in Eberswalder Straße, und
- Otto-Grotewohl-Straße in Mohrenstraße.

Die beiden neuen Bahnhofsnamen waren die Folge eines Machtkampfs zwischen dem Senat und den Bezirken. Im Bezirk Mitte gab es 1990 noch keine Bereitschaft, die für den Senat – insbesondere den der CDU angehörigen Verkehrssenator Herwig Haase – als anstößig empfundene Otto-Grotewohl-Straße in Wilhelmstraße zurückzubenennen, was erst 1993 erfolgte. Daher wurde der Name der über dem Bahnhof verlaufenden Mohrenstraße gewählt. Ähnlich verhielt es sich im Bezirk Prenzlauer Berg: Da jener sich weigerte, die nach dem bulgarischen KP-Führer Georgi Dimitroff benannte ehemalige Danziger Straße rückzubenennen, wählte die BVG auf Anordnung des Verkehrssenators kurzerhand die gegenüberliegende, jedoch wesentlich unbedeutendere Eberswalder Straße als Namensgeberin für den Hochbahnhof. Dabei blieb es auch, nachdem die Dimitroffstraße 1995 dann doch noch rückbenannt worden war.
Gegen den Widerstand von konservativer Seite blieb jedoch eine Umbenennung erhalten: Da nach Rosa Luxemburg auch in Westdeutschland zahlreiche Straßen und Plätze benannt sind, konnte eine Rückbenennung der Station Rosa-Luxemburg-Platz in Schönhauser Tor nicht durchgesetzt werden.
Im Jahr 1991 begannen die Bauarbeiten zum Wiederaufbau der fehlenden Verbindung zwischen den beiden Teilen der U2, dem Abschnitt vom Wittenbergplatz über Gleisdreieck und Potsdamer Platz zur Mohrenstraße. Dafür mussten einige Hindernisse überwunden und Probleme gelöst werden. Die oben beschriebenen Zwischennutzungen in den Schöneberger Hochbahnhöfen mussten beendet, die Strecke der M-Bahn abgebaut werden. Im Bereich des direkt unter der ehemaligen Grenze gelegenen Bahnhofs Potsdamer Platz mussten die zahlreichen Sicherungs- und Grenzanlagen entfernt werden.
Schließlich konnten die beiden Strecken nach zahlreichen Sanierungen, Um- und Rückbauten am 13. November 1993 wieder zusammengefügt werden. Gleichzeitig mit der Wiedereröffnung der Strecke wurde eine Umsortierung im Berliner Kleinprofil-Netz vorgenommen:
- U1, bisher Ruhleben – Schlesisches Tor, nun Krumme Lanke – Schlesisches Tor
- U2, bisher Krumme Lanke – Wittenbergplatz (West) und Mohrenstraße – Vinetastraße (Ost), nun Vinetastraße – Ruhleben.
- U3, bisher Uhlandstraße – Wittenbergplatz, nun als U15 Uhlandstraße – Schlesisches Tor.
- Eine neue Nachtlinie U12, Ruhleben – Schlesisches Tor, im Verlauf der bisherigen U1. Die U12 wurde allerdings bei der Einführung des auf fast allen Berliner U-Bahn-Linien geltenden Nachtverkehrs am Wochenende im Jahr 2003 wieder eingestellt.

### Zwei neue Stationen für die U2

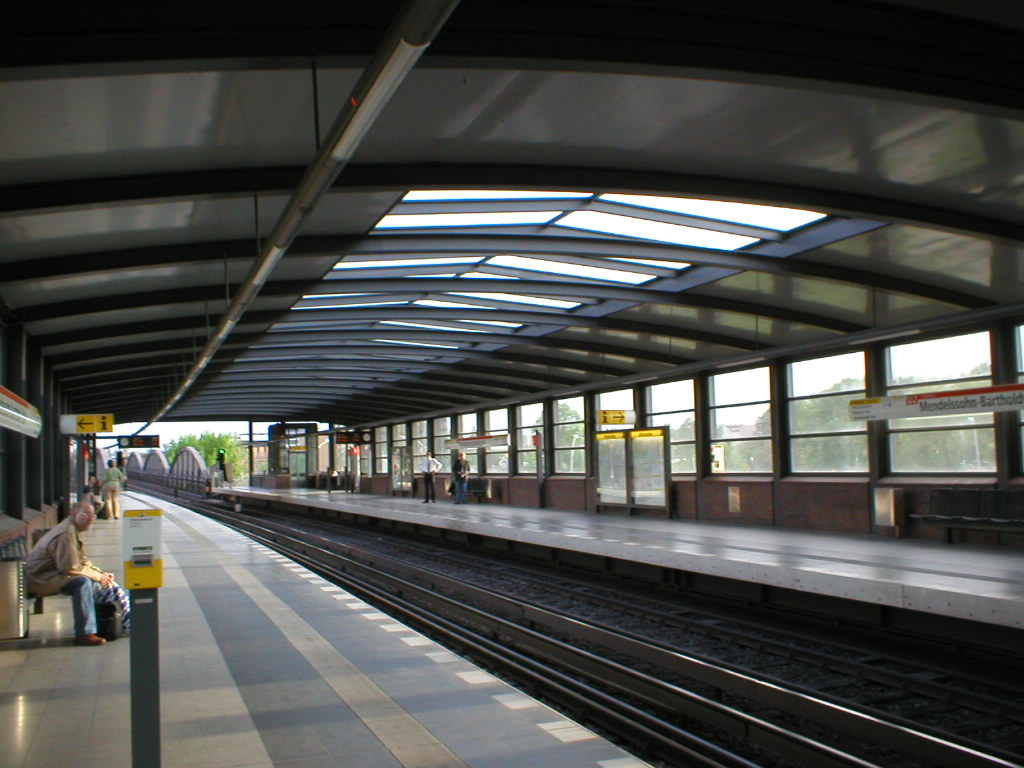
Der in BVG-Eigenregie erbaute U-Bahnhof Mendelssohn-Bartholdy-Park

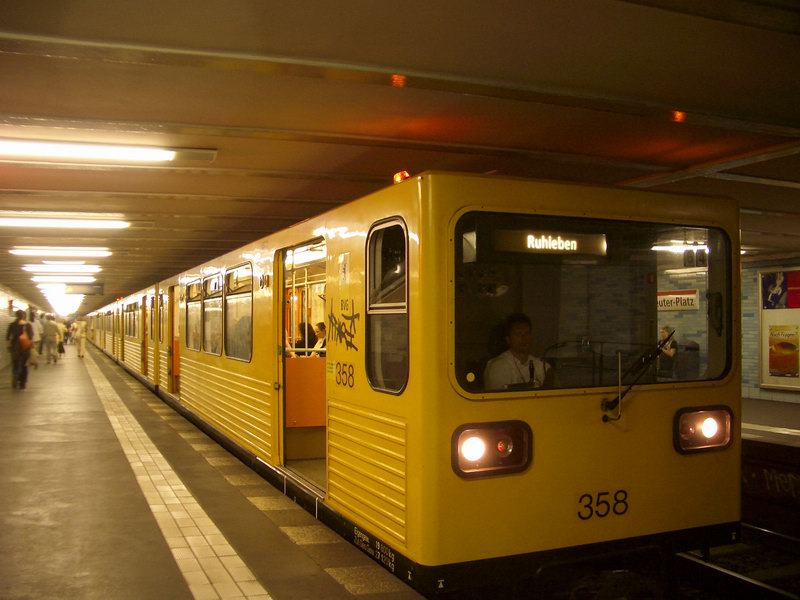
Auf der Linie U2 werden in der DDR hergestellte Fahrzeuge der Baureihe GI eingesetzt

Bereits bei der Wiedereröffnung der U2 im Jahr 1993 waren Vorleistungen für einen neuen Bahnhof auf der Linie erbracht worden. Seinerzeit musste die Rampe zwischen den Bahnhöfen Gleisdreieck und Potsdamer Platz komplett neu gebaut werden, da die Gleise im 120 m langen Bahnsteigbereich waagerecht liegen sollten. Darum wurde die Rampe neu konzipiert und ihre Neigung vergrößert. Ein Bedarf für diesen Bahnhof erwuchs allerdings erst mit Fertigstellung des neuen Areals um den Potsdamer Platz. Geplant als Hafenplatz (Arbeitstitel) wurde der in BVG-Eigenregie erbaute Bahnhof Mendelssohn-Bartholdy-Park mit zwei Seitenbahnsteigen am 1. Oktober 1998 eröffnet. Die Bauarbeiten waren ohne Betriebsbehinderung der Linie U2 erfolgt. Die Station, von den Architekten Hilmer, Sattler und Partner entworfen, ist 619 m vom U-Bahnhof Potsdamer Platz und 469 m vom U-Bahnhof Gleisdreieck entfernt.
Seit Jahrzehnten gab es Planungen für eine Verlängerung der U2 zum S-Bahnhof Pankow. 1930 war die Strecke bereits zum neuen U-Bahnhof Pankow (Vinetastraße) verlängert worden. Eine weitere Verlängerung in Richtung Norden kam aufgrund der Weltwirtschaftskrise nicht mehr zustande. Auch während der NS-Zeit war in den Erweiterungsplänen stets vorgesehen, die U2 mindestens bis zum Bahnhof Pankow, wenn nicht sogar bis zur Pankower Kirche zu führen. Genauso war es auch in der DDR, Ende der 1980er Jahre gab es sogar konkrete Bauankündigungen. Das lag vor allem daran, dass den Berliner Verkehrsbetrieben der DDR (BVB) eine Kleinprofil-Werkstatt fehlte. Alle Züge wurden sowohl in der Großprofil-Werkstatt Friedrichsfelde als auch im Reichsbahnausbesserungswerk Schöneweide, das die Funktion einer Hauptwerkstatt übernahm, unter- und erhalten. Diese Zustände schienen nicht mehr akzeptabel und so suchte man Platz für eine neue Werkstatt, da auch die bestehende (sehr kleine) Werkstatt am U-Bahnhof Rosa-Luxemburg-Platz nicht den Ansprüchen genügte. Diese sollte östlich am Güterbahnhof Pankow errichtet werden, an der Granitzstraße. Im Zusammenhang damit sollte auch die U-Bahn um eine Station verlängert werden. Bis 1988 wurde der Tunnel verlängert, nach dem Mauerfall wurde er zu einer Kehranlage ausgebaut.

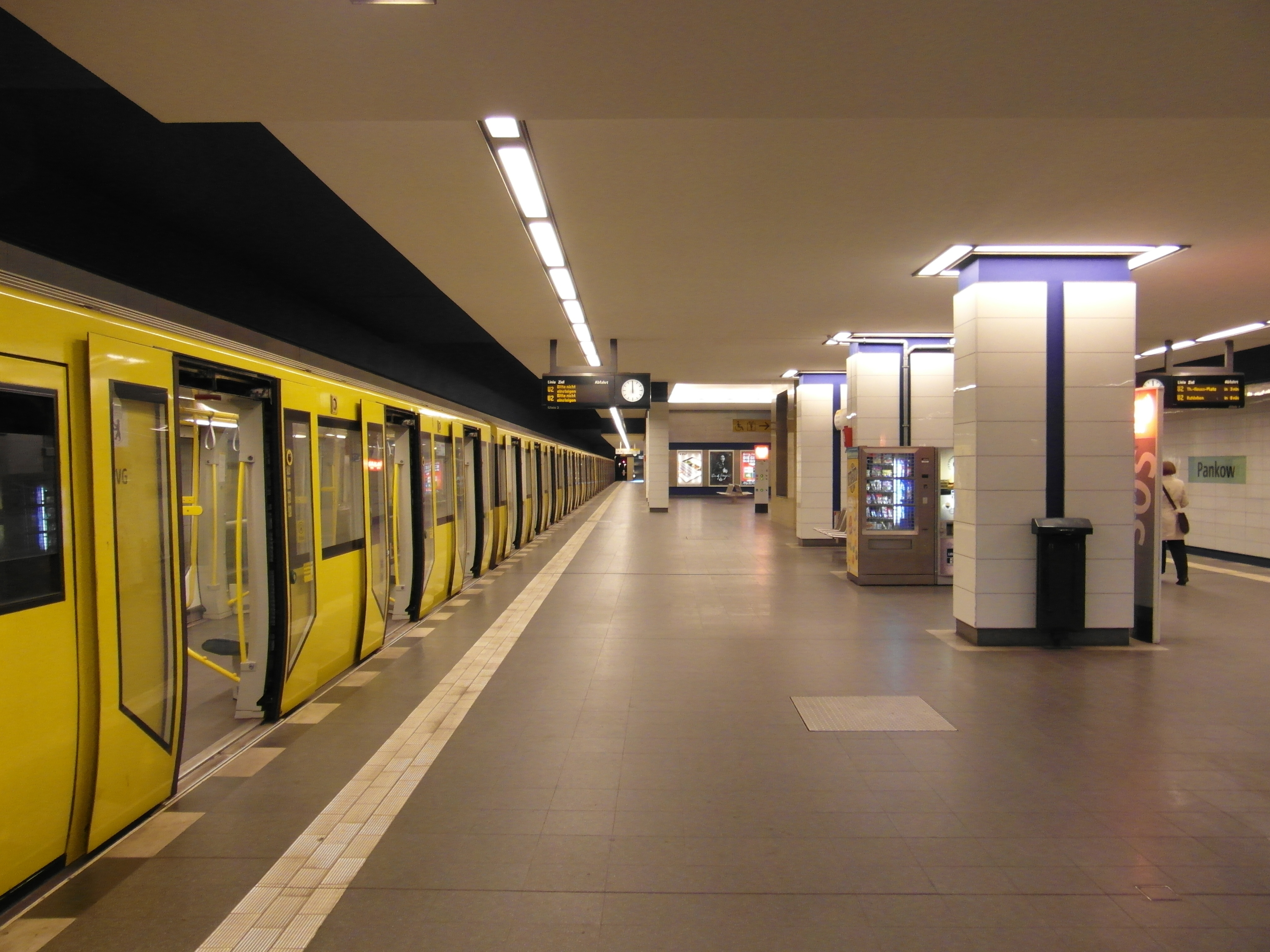
Der im Jahr 2000 eröffnete U-Bahnhof Pankow

Erst Mitte der 1990er Jahre wurde dieses Thema wieder aktuell. An zahlreichen Stellen im U-Bahn-Netz waren neue Umsteigemöglichkeiten zwischen S- und U-Bahn vorgesehen, dazu gehörte auch die Verlängerung der U2 nach Pankow. Der erste Spatenstich für diese neue Netzerweiterung fand am 13. Juni 1997 mit Bausenator Peter Klemann statt. Diskutiert wurde auch der Mitbau einer neuen Kleinprofil-Werkstatt, wie zu DDR-Zeiten vorgesehen. Man verzichtete zwar auf deren Bau, da die derzeitige Werkstatt Grunewald alle Arbeiten ohne Kapazitätsprobleme verrichten kann, dennoch baute man die Weichen für eine Anbindung einer Werkstatt mit ein. Äußerst schwierige Bodenverhältnisse, der extrem hohe Grundwasserstand und Funde einer mittelalterlichen Siedlung verzögerten die Arbeiten dennoch erheblich. Schließlich konnte erst am 16. September 2000 der Neubau mit dem neuen Umsteigebahnhof zur S-Bahn eröffnet werden. Die Kosten beliefen sich statt der veranschlagten 126 Millionen Mark auf 105 Millionen Mark (kaufkraftbereinigt in heutiger Währung: rund 85 Millionen Euro). Zwischenzeitlich war auch der Name ‚Bahnhof Pankow‘ vorgesehen, die BVG entschied sich jedoch für ‚Pankow‘.
Der in blau, weiß und gelb gehaltene, 110 m lange U-Bahnhof bekam die im Berliner U-Bahn-Netz seltenen Oberlichter, so kann auch Tageslicht in die Station dringen. Entworfen wurde er vom Architekten Orlando Figallo. Bei den Bauarbeiten wurde gleichzeitig ein großzügiges Empfangsgebäude mit errichtet, das durch einen Aufzug und Rolltreppen ein bequemes Umsteigen zur S-Bahn-Linie S2 nach Bernau ermöglicht. Es bestehen auch weiterhin Planungen, wonach die Linie U2 zur Alten Pfarrkirche an der Breiten Straße in Pankow verlängert werden soll. Diese Planung ist auch im Finanzszenario 2030 des Berliner Senats vorgesehen. So ist eine mittelfristige Realisierung zumindest im Bereich des Möglichen. Beide Stationen waren die ersten Neubauten im Berliner Kleinprofilnetz seit Jahrzehnten.

### Weitere Sanierung und Modernisierung

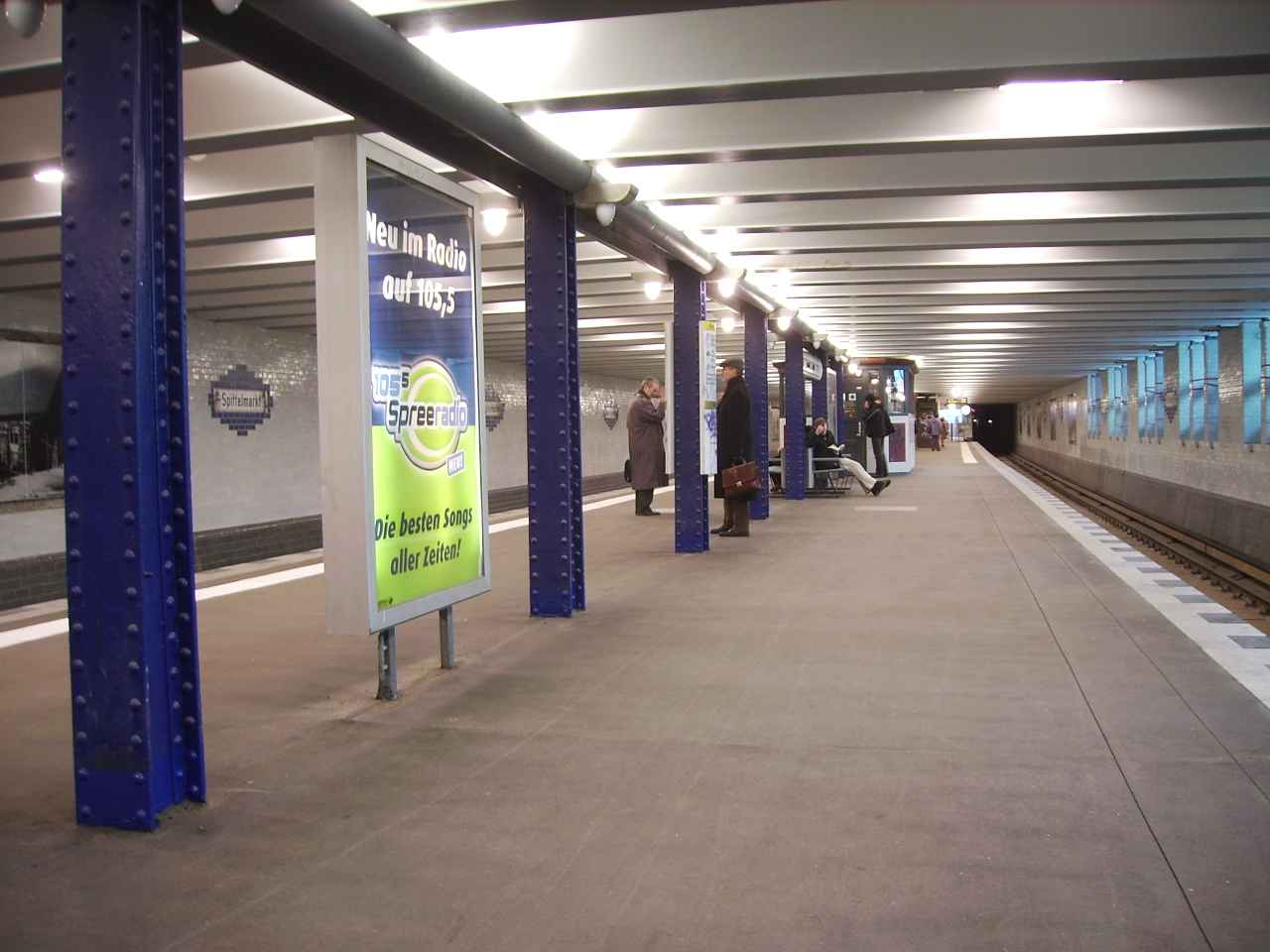
Der U-Bahnhof Spittelmarkt wurde in seinen ursprünglichen Zustand zurückversetzt

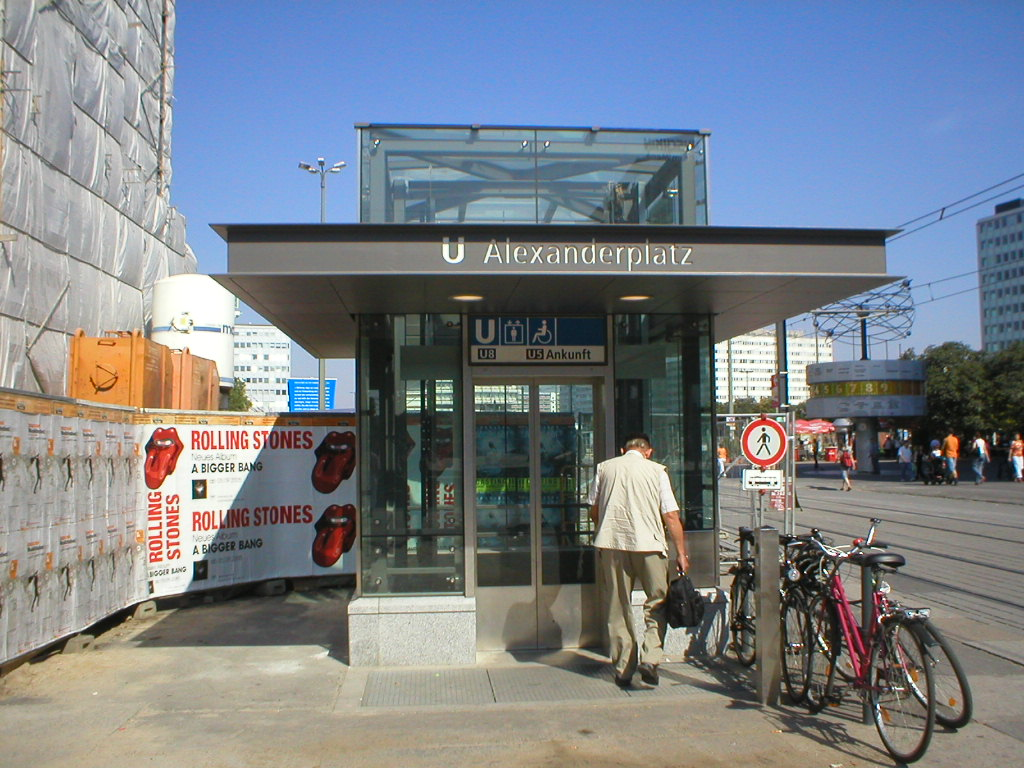
Seit 2005 besitzt der wichtige U-Bahnhof Alexanderplatz vier Aufzüge, die auf allen Bahnhofsebenen für einen barrierefreien Zugang sorgen

Auf der Linie U2 wird derzeit aktuell und in den nächsten Jahren ein umfangreiches Sanierungsprogramm abgearbeitet. Bereits mit der Eröffnung des Abschnittes zum Bahnhof Pankow war eine mehrmonatige Sperrung der Strecke Senefelderplatz – Vinetastraße beendet. Dennoch haben allgemein die Bahnhöfe und die Strecke der ehemaligen Linie A zu DDR-Zeiten sehr gelitten, sodass auch die restlichen Bahnhöfe im ehemaligen Ostteil saniert werden sollen. Bereits seit 2003 erstrahlt die Station Märkisches Museum wieder im neuen Glanz, inzwischen auch mit Aufzug. Ebenfalls erhielt der große Umsteigebahnhof Alexanderplatz eine Rundum-Sanierung, hier wurden fünf Aufzüge eingebaut. Anlässlich der Fußball-Weltmeisterschaft 2006 ließ die BVG den Bahnhof Olympia-Stadion für 4,47 Millionen Euro komplett sanieren. Er erhielt neben neuen Bahnsteigplatten und der Auffrischung des Eingangsgebäudes zwei Aufzüge, die durch eine unabhängige Brücke vom Bahnhofsvorplatz erreicht werden können.
Nebenher läuft außerdem noch ein anderes Sanierungsprojekt, das den Abschnitt Alexanderplatz – Stadtmitte umfasst. Hier plant die BVG die Bahnhöfe Stadtmitte, Hausvogteiplatz und Spittelmarkt in den Ursprungszustand zurückzuversetzen. Bereits abgeschlossen ist dabei die Erneuerung des Bahnhofs Spittelmarkt. Dort wurde bereits die Fenstergalerie wiedereröffnet sowie die Hintergleiswände mit neu gebrannten Keramikplatten und verschiedenen historischen Stadtansichten ausgestaltet.
Des Weiteren stellte die BVG 2005 fest, dass eine Brücke zwischen den Bahnhöfen Gleisdreieck und Bülowstraße, die noch aus der Anfangszeit der Berliner U-Bahn stammt und nicht nach der deutschen Wiedervereinigung saniert wurde, erhebliche Schäden aufweist. Die Sanierung des Bauwerks, das direkt über dem Tunnelmund des Tunnels der Nord-Süd-Fernbahn liegt, begann am 18. August 2006 und sollte ursprünglich bis Jahresende dauern. Aufgrund von Lieferschwierigkeiten des Herstellers der neuen Stahlbrücke verlängerten die Berliner Verkehrsbetriebe die Bauarbeiten bis März 2007. In dieser Zeit war die Linie U2 unterbrochen, der östliche Linienteil Pankow – Gleisdreieck wurde dabei – abgesehen vom Verbindungstunnel am U-Bahnhof Alexanderplatz – nahezu autark betrieben, zwischen Gleisdreieck und Potsdamer Platz fuhren aufgrund der komplizierten Betriebsführung nur Pendelzüge im Zehn-Minuten-Takt. Der westliche Linienteil Ruhleben – Wittenbergplatz wurde bis Warschauer Straße verlängert und bildete dabei die neue Linie U12. In dieser Zeit war der Abschnitt Nollendorfplatz – Bülowstraße – Gleisdreieck eingestellt. Die Linie U1 war dagegen, wie schon zu früheren Zeiten, auf den Abschnitt Wittenbergplatz – Uhlandstraße verkürzt, die Linie U3 wurde dagegen in der Hauptverkehrszeit um zwei Stationen bis Gleisdreieck verlängert. Bei der sieben bis acht Millionen Euro teuren Sanierung sollte die Brücke gleichzeitig begradigt werden, damit zukünftig die Höchstgeschwindigkeit von 40 auf 50 km/h erhöht werden kann. Durch die nicht im BVG-Bauetat eingeplante acht Millionen Euro teure Sanierung wurden andere Projekte, wie zum Beispiel die Modernisierungen der U1-Hochbahn oder des Bahnhofs Jannowitzbrücke verzögert. Der reguläre Verkehr konnte auf der Linie U2 nach Abschluss der Bauarbeiten am 19. März 2007 wieder aufgenommen werden.
Nach dem Brand im Bahnhof Deutsche Oper beschloss die BVG, alle Bahnhöfe mit nur einem Ausgang aus Sicherheitsgründen mit einem zweiten Ausgang nachzurüsten. Seit Frühjahr 2006 besitzen nun die Bahnhöfe Theodor-Heuss-Platz, Sophie-Charlotte-Platz und Deutsche Oper einen weiteren Ausgang am anderen Bahnsteigende.
Neben dem Sanierungsprogramm läuft auch der Einbau von Aufzügen weiter. In den letzten Jahren erhielten die Bahnhöfe Schönhauser Allee, Märkisches Museum, Alexanderplatz, Stadtmitte, Gleisdreieck, Theodor-Heuss-Platz, Olympia-Stadion und Anfang 2009 auch die für Touristen sehr wichtige Station Potsdamer Platz einen Aufzug.
In den Jahren 2009 und 2010 erfolgte eine umfassende Sanierung des 1,7 km langen Viadukts der Hochbahn zwischen den Bahnhöfen Pankow und Senefelderplatz, fast 100 Millionen Euro wurden hierfür aufgewendet. In diesem Zusammenhang erhielt der Bahnhof Eberswalder Straße einen Aufzug.
Inzwischen besitzen (Stand: 2023) 24 der 29 Stationen einen barrierefreien Zugang. Während bei der Station Kaiserdamm der Aufzugseinbau aktuell läuft, befinden sich Aufzüge für die Stationen Hausvogteiplatz, Ernst-Reuter-Platz, Deutsche Oper und Neu-Westend noch in den jeweiligen Planungsverfahren.
Von Ende Januar bis zum 26. März 2015 wurden im Rahmen der Aktion „Mach mal ’ne Ansage – Gib einer Berliner U-Bahnstation Deine Stimme!“ sämtliche Stationen von Prominenten angesagt. Zu den Sprechern gehörten bekannte Persönlichkeiten wie Marius Müller-Westernhagen, Otto Waalkes, Dieter Hallervorden, Frank Zander, Matthias Schweighöfer, Katja Riemann und Franziska van Almsick. Die Aktion hat 60.000 Euro gekostet und wurde aus dem Marketingbudget der BVG bezahlt. Kritik rief die Ansage von Dieter Hallervorden für die Station Mohrenstraße hervor, da Hallervorden bereits 2012 für seine Inszenierung des Theaterstücks Ich bin nicht Rappaport Rassismus-Vorwürfen ausgesetzt war.

### Tunnelsetzung am Alexanderplatz
Zwischen dem 10. Oktober 2022 und dem 27. August 2023 war der Linienverkehr im Bereich Alexanderplatz unterbrochen, da der Tunnel der U2 durch Baumaßnahmen der Covivio-Gruppe an der Fundamentgrube des sogenannten Covivio-Turms beschädigt wurde. Durch das Nachgeben einer Abstützung in der Hochhausbaugrube kam es zum Absinken eines Tunnelabschnitts, das zu Rissen in der Tunnelwand und zur Verschiebung der Gleise um knapp 4 cm führte. Durch eine aufwendige Beton-Injektion wurde der Tunnel stabilisiert, jedoch nicht, wie ursprünglich geplant, wieder angehoben. Nach gut elf Monaten konnte der Linienbetrieb am 28. August wieder vollumfänglich aufgenommen werden.

## Stationen
| Fahrzeit | Kürzel | Station                                                                        | Eröffnung | Lage         | Übergang                         |  |
| -------- | ------ | ------------------------------------------------------------------------------ | --------- | ------------ | -------------------------------- |  |
| 0,0      | PA     | Pankow                                                                         | 2000      | unterirdisch | Stettiner Bahn                   |  |
| 1,5      | VIN    | Vinetastraße (ehem. Pankow [Vinetastraße], Pankow)                             | 1930      | unterirdisch |                                  |  |
| 3,5      | Sh     | Schönhauser Allee (ehem. Nordring)                                             | 1913      | Viadukt      | Ringbahn                         |  |
| 5,0      | EB     | Eberswalder Straße (ehem. Danziger Straße, Dimitroffstraße)                    | 1913      | Viadukt      |                                  |  |
| 7,0      | Sz     | Senefelderplatz                                                                | 1913      | unterirdisch |                                  |  |
| 9,0      | Lu     | Rosa-Luxemburg-Platz (ehem. Schönhauser Tor, Horst-Wessel-Platz)               | 1913      | unterirdisch |                                  |  |
| 11,0     | A      | Alexanderplatz (Linie A)                                                       | 1913      | unterirdisch | Stadtbahn; Regionalverkehr       |  |
| 13,0     | Ko     | Klosterstraße                                                                  | 1913      | unterirdisch |                                  |  |
| 14,5     | Mk     | Märkisches Museum (ehem. Inselbrücke)                                          | 1913      | unterirdisch |                                  |  |
| 15,5     | Sp     | Spittelmarkt                                                                   | 1908      | unterirdisch |                                  |  |
| 17,0     | Hv     | Hausvogteiplatz                                                                | 1908      | unterirdisch |                                  |  |
| 18,5     | Mi     | Stadtmitte (Linie A) (ehem. Friedrichstraße, Leipziger Straße, Friedrichstadt) | 1908      | unterirdisch |                                  |  |
| 19,5     | MH     | Mohrenstraße (ehem. Kaiserhof, Thälmannplatz, Otto-Grotewohl-Straße)           | 1908      | unterirdisch |                                  |  |
| 21,0     | Pd     | Potsdamer Platz (ehem. Leipziger Platz)                                        | 1902/07   | unterirdisch | Nord-Süd-Tunnel; Regionalverkehr |  |
| 22,5     | MB     | Mendelssohn-Bartholdy-Park                                                     | 1998      | Viadukt      |                                  |  |
| 24,0     | Gu     | Gleisdreieck (unten)                                                           | 1912      | Viadukt      |                                  |  |
| 26,0     | Bs     | Bülowstraße                                                                    | 1902      | Viadukt      |                                  |  |
| 27,5     | No     | Nollendorfplatz (oben)                                                         | 1902      | Viadukt      |                                  |  |
| 29,5     | Wt     | Wittenbergplatz                                                                | 1902      | unterirdisch |                                  |  |
| 31,5     | Zo     | Zoologischer Garten (oben)                                                     | 1902      | unterirdisch | Stadtbahn; Regionalverkehr       |  |
| 33,5     | RP     | Ernst-Reuter-Platz (ehem. Knie)                                                | 1902      | unterirdisch |                                  |  |
| 35,5     | Obi    | Deutsche Oper (ehem. Bismarckstraße, Städtische Oper, Deutsches Opernhaus)     | 1906      | unterirdisch |                                  |  |
| 36,5     | Bmo    | Bismarckstraße (oben)                                                          | 1978      | unterirdisch |                                  |  |
| 38,0     | So     | Sophie-Charlotte-Platz                                                         | 1908      | unterirdisch |                                  |  |
| 39,5     | Kd     | Kaiserdamm (zeitweise Adenauerdamm)                                            | 1908      | unterirdisch | S-Bhf Messe Nord/ZOB: Ringbahn   |  |
| 41,0     | Th     | Theodor-Heuss-Platz (ehem. Reichskanzlerplatz, Adolf-Hitler-Platz)             | 1908      | unterirdisch |                                  |  |
| 43,0     | Nd     | Neu-Westend                                                                    | 1922      | unterirdisch |                                  |  |
| 44,5     | Sd     | Olympia-Stadion (ehem. Stadion, Reichssportfeld)                               | 1913      | Einschnitt   |                                  |  |
| 46,5     | Rl     | Ruhleben                                                                       | 1929      | Damm         |                                  |  |

## Fahrplan
Seit dem Fahrplanwechsel am 12. Dezember 2004 fährt in der Haupt- und Nebenverkehrszeit nur jeder zweite Zug bis Ruhleben, die anderen enden bereits am Theodor-Heuss-Platz. Seit 1990 gibt es auf der Strecke Ruhleben – Wittenbergplatz (damals noch Linie U1) in den Wochenendnächten einen durchgehenden Nachtverkehr. 2003 wurde dieser auf die gesamte Strecke der U2 ausgeweitet. Bereits vorher gab es einen 10-Minuten-Takt-Nachtverkehr auf der Ost-Berliner Linie Vinetastraße – Mohrenstraße (damals: Otto-Grotewohl-Straße).
| Linie | Mo–Do (HVZ) (7–9:30 Uhr und 14:30–19 Uhr) | Mo–Do (NVZ) (6–7 Uhr; 9:30–14:30 Uhr und 19–21 Uhr) | Fr (HVZ) (7–9:30 Uhr und 14:30–18:30 Uhr) | Fr (NVZ) (6–7 Uhr; 9:30–14:30 Uhr und 18:30–22:30 Uhr) | Sa (10–22:30 Uhr) | Sonn- und Feiertag (12:30–19:00 Uhr) | Schwachverkehrszeit (Mo–Fr 4:30–6 Uhr; Mo–Do ab 21 Uhr; Fr+Sa ab 22:30 Uhr und So 19 Uhr–0:30 Uhr /Sa 5:30–10 Uhr und So 7–12:30 Uhr) | Nacht Fr/Sa und Sa/So sowie in den Nächten vor gesetzlichen Feiertagen (Fr/Sa 0:30–5:30 Uhr und Sa/So 0:30–7:00 Uhr) |
| --- | ----------------------------------------- | --------------------------------------------------- | ----------------------------------------- | ------------------------------------------------------ | ----------------- | ------------------------------------ | --- | --- |
| Pankow – Theodor-Heuss-Platz | 4 1⁄2 min                                 | 5 min                                               | 4 1⁄2 min                                 | 5 min                                                  | 5 min             | 5 min                                | 10 min | 15 min |
| Theodor-Heuss-Platz – Ruhleben | 9 min                                     | 10 min                                              | 9 min                                     | 10 min                                                 | 10 min            | 10 min                               | 10 min | 15 min |
| In den Nächten Fr/Sa und Sa/So fahren die Züge der U2 im 15-Minuten-Takt zwischen Pankow und Ruhleben von 0:30 bis etwa 4:30 Uhr. In den Nächten So/Mo bis Do/Fr übernimmt die Nachtbus-Linie N2 die Aufgaben der U-Bahn. |                                           |                                                     |                                           |                                                        |                   |                                      | | |

Taktverdichtung
Im Nahverkehrsplan 2019–2023 des Senates von Berlin ist eine Verdichtung des Taktes bis 2023 auf 3,3 Minuten in der Hauptverkehrszeit vorgesehen.

## Streckenplanung
| ehemaliger U-Bahn-Kopfbahnhof Streckenanfang (im Tunnel) |     | Rosenthaler Weg                 | Rosenthaler Weg                 |
| ehemaliger U-Bahn-Haltepunkt / Haltestelle (im Tunnel)   |     | Schillerstraße                  | Schillerstraße                  |
| ehemaliger U-Bahn-Haltepunkt / Haltestelle (im Tunnel)   |     | Ossietzkyplatz                  | Ossietzkyplatz                  |
| ehemaliger U-Bahn-Haltepunkt / Haltestelle (im Tunnel)   |     | Pankow Kirche                   | Pankow Kirche                   |
| U-Bahn-Bahnhof (im Tunnel)                               | 0,0 | Pankow (PA)                     | Pankow (PA)                     |
| U-Bahn-Strecke (im Tunnel)                               |     | Streckenverlauf nach            | Streckenverlauf nach            |
| U-Bahn-Strecke (im Tunnel)                               |     | Alexanderplatz, Potsdamer Platz | Alexanderplatz, Potsdamer Platz |

| U-Bahn-Strecke                                         |      | Von Olympiastadion, Zoologischer Garten | Von Olympiastadion, Zoologischer Garten |
| U-Bahn-Bahnhof                                         | 20,7 | Ruhleben (Rl)                           | Ruhleben (Rl)                           |
| U-Bahn-Tunnelanfang                                    |      |                                         |                                         |
| ehemaliger U-Bahn-Bahnhof (im Tunnel)                  |      | Ruhlebener Straße                       | Ruhlebener Straße                       |
| ehemaliger U-Bahn-Haltepunkt / Haltestelle (im Tunnel) |      | Tiefwerder Weg                          | Tiefwerder Weg                          |
| U-Bahn-Bahnhof (im Tunnel)                             | 0,0  | Rathaus Spandau                         | Rathaus Spandau                         |
| ehemaliger U-Bahn-Haltepunkt / Haltestelle (im Tunnel) |      | Flankenschanze                          | Flankenschanze                          |
| ehemaliger U-Bahn-Haltepunkt / Haltestelle (im Tunnel) |      | Zeppelinstraße                          | Zeppelinstraße                          |
| ehemaliger U-Bahn-Haltepunkt / Haltestelle (im Tunnel) |      | Westerwaldstraße                        | Westerwaldstraße                        |
| ehemaliger U-Bahn-Haltepunkt / Haltestelle (im Tunnel) |      | Falkenhagener Feld                      | Falkenhagener Feld                      |
| ehemaliger U-Bahn-Kopfbahnhof Streckenende (im Tunnel) |      | Stadtrandstraße                         | Stadtrandstraße                         |

### Östliche Erweiterungsplanung
Erweiterungen der Linie wurden immer wieder geplant. Eine schon länger geplante Erweiterung der U2 im Bezirk Pankow hat inzwischen gute Realisierungschancen: Die Strecke soll in das Zentrum von Pankow verlängert werden. Entsprechende Überlegungen bestehen schon seit der Eröffnung des Bahnhofs Vinetastraße. Da diese Verlängerung in der NS-Zeit nicht mit in die Germaniapläne aufgenommen wurde, gibt es erst seit DDR-Zeiten konkrete Pläne. Damals sollte der Bahnhof Johannes-R.-Becher-Straße heißen, nach der politischen Wende wieder Breite Straße. In den aktuellen Planungen trägt der Bahnhof den Namen Pankow Kirche. Im Mittleren Finanzszenario 2030 des Berliner Senats ist diese Erweiterung des U-Bahn-Netzes als einzige Kleinprofilverlängerung vorgesehen. Im Flächennutzungsplan Berlin und im Nahverkehrsplan Berlin 2019–2023 ist die Verlängerung bis Pankow Kirche ebenfalls vorgesehen.
Im November 2023 veröffentlichte Verkehrssenatorin Manja Schreiner (CDU) neue Planungsstände. Die Grundlagenuntersuchung für die Verlängerung bis Pankow Kirche soll 2024 beginnen. Zukünftig soll hier auch die U9 entlanglaufen, was zu einer neuen Verbindung in Richtung Bahnhof Zoo führen würde. Darüber hinaus soll eine weitere Verlängerung bis Französisch Buchholz geprüft werden.

### Westliche Erweiterungsplanung
Bereits seit der Eröffnung der Berliner U-Bahn war geplant, eine Strecke nach Spandau zu bauen. 1984 geschah dies bereits mit der U7, dennoch gibt es bis heute die Pläne, die U2 mindestens bis nach Spandau zu verlängern. Am Bahnhof Rathaus Spandau, wo heute schon die U7 endet, wurden bereits zwei Gleiströge mitgebaut, um die später hier eintreffende Kleinprofil-U-Bahn ohne große Umbauten aufnehmen zu können. Das Besondere dabei wäre, dass die Züge der U2 hier im Linksverkehr fahren würden. Allerdings soll diese Strecke nicht endgültig dort enden, sondern noch einmal fünf Stationen weiter Richtung Norden zum Falkenhagener Feld geführt werden, was auch im Flächennutzungsplan Berlin ausgewiesen ist. Letztere Verlängerung ist jedoch laut Senat bis 2030 nicht zu erwarten.

## Eröffnungsdaten
- 18. Februar 1902: Potsdamer Platz – Gleisdreieck
- 11. März 1902: Gleisdreieck – Zoologischer Garten
- 14. Dezember 1902: Zoologischer Garten – Knie (heute: Ernst-Reuter-Platz)
- 14. Mai 1906: Knie (heute: Ernst-Reuter-Platz) – Bismarckstraße (heute: Deutsche Oper)
- 28. September 1907: Potsdamer Platz – Leipziger Platz
- 29. März 1908: Bismarckstraße (heute: Deutsche Oper) – Reichskanzlerplatz (heute: Theodor-Heuss-Platz)
- 01. Oktober 1908: Leipziger Platz – Spittelmarkt
- 03. November 1912: U-Bahnhof Gleisdreieck
- 08. Juni 1913: Reichskanzlerplatz (heute: Theodor-Heuss-Platz) – Stadion (heute: Olympia-Stadion)
- 01. Juli 1913: Spittelmarkt – Alexanderplatz
- 27. Juli 1913: Alexanderplatz – Nordring (heute: Schönhauser Allee)
- 22. Dezember 1929: Stadion (heute: Olympia-Stadion) – Ruhleben
- 29. Juni 1930: Nordring (heute: Schönhauser Allee) – Pankow (heute: Vinetastraße)
- 28. April 1978: U-Bahnhof Bismarckstraße
- 01. Oktober 1998: U-Bahnhof Mendelssohn-Bartholdy-Park
- 16. September 2000: Vinetastraße – Pankow

## Sonstiges
Das Berliner Musik-Projekt ‚Patrouille‘ widmete der U2 einen eigenen Titel Ruhleben, der die Stationen entlang der Strecke Pankow – Ruhleben mit mehr oder weniger witzigen, zum jeweiligen Stadtgebiet passenden Begebenheiten porträtiert.